# Chemins de fer vicinaux de la Haute-Saône
Les chemins de fer vicinaux de la Haute-Saône sont un ancien réseau de chemin de fer secondaire départemental à voie métrique, exploité par la Compagnie générale des Chemins de fer vicinaux (CFV), qui succéda en 1888 à la Compagnie du Chemin de fer de Gray à Gy, concessionnaire de la ligne homonyme depuis 1871, mais alors en faillite. Le train circulant sur ce réseau est localement et familièrement surnommé « le tacot ».
Long de près de 470 km dans le département de la Haute-Saône, le réseau s'étendait aussi dans les départements voisins du Jura, du Doubs et des Vosges, portant sa longueur totale à plus de 520 km.
Composé à partir de 1911 d'un réseau unique, desservant l'ensemble du département, ce réseau en complétait la desserte ferroviaire  qu'assuraient les « grandes compagnies », l'Est et le PLM. 
Hormis le tronçon jurassien desservant Dole, qui ferma dès fin 1933, le réseau vit ses derniers trains circuler en 1938, victime de la concurrence effrénée du transport routier durant l'entre-deux-guerres.

## Chronologie
| Section                      | D.U.P.           | Ouverture         | Fermeture        | Longueur |
| ---------------------------- | ---------------- | ----------------- | ---------------- | -------- |
| Gray Est - Gray Ville        | 14 avril 1892    | 1er mars 1894     | 1er janvier 1938 |          |
| Gray Ville - Bucey-lès-Gy    | 11 décembre 1871 | 8 avril 1878      | 1er janvier 1938 |          |
| Bucey-lès-Gy - Fretigney     | 7 avril 1898     | 3 septembre 1899  | 1er janvier 1938 |          |
| Fretigney - Grandvelle       | 26 juin 1907     | 1er avril 1911    | 1er janvier 1938 |          |
| Gy - Marnay                  | 14 avril 1892    | 1er mars 1894     | 1er janvier 1938 | 17,4 km  |
| Gray Ville - Pesmes          | 9 janvier 1899   | 23 mai 1901       | 1er janvier 1938 |          |
| Pesmes - Dole                | 9 janvier 1899   | 5 septembre 1901  | 31 décembre 1933 |          |
| Ancier - Jussey              | 7 juillet 1900   | 5 août 1903       | 1er janvier 1938 | 60,7 km  |
| Lure - Le Haut-du-Them       | 7 juillet 1900   | 5 août 1903       | 1er mars 1938    |          |
| Le Haut-du-Them - Le Thillot | 26 juin 1907     | 11 novembre 1912  | 1er mars 1938    |          |
| Lure - Ronchamp              | 7 juillet 1900   | 5 août 1903       | 1er mars 1938    |          |
| Ronchamp - Saint-Antoine     | 14 avril 1892    | 15 janvier 1895   | 1er mars 1938    |          |
| Lure - Héricourt             | 7 juillet 1900   | 1er janvier 1904  | 1er mars 1938    | 43,0 km  |
| Vesoul - Molay               | 26 juin 1907     | 21 septembre 1910 | 1er janvier 1938 | 11,4 km  |
| Vesoul - Grandvelle          | 26 juin 1907     | 1er avril 1911    | 1er janvier 1938 |          |
| Grandvelle - Besançon        | 26 juin 1907     | 21 juin 1911      | 1er janvier 1938 |          |
| Vesoul - Saint-Georges       | 26 juin 1907     | 21 octobre 1911   | 1er janvier 1938 | 38,1 km  |
| Vesoul - Luxeuil             | 26 juin 1907     | 21 juin 1911      | 1er janvier 1938 |          |
| Luxeuil - Corravillers       | 7 juillet 1900   | 11 novembre 1902  | 1er janvier 1938 |          |
| Courcelles - Vauvillers      | 26 juin 1907     | 21 juin 1911      | 1er janvier 1938 | 32,7 km  |

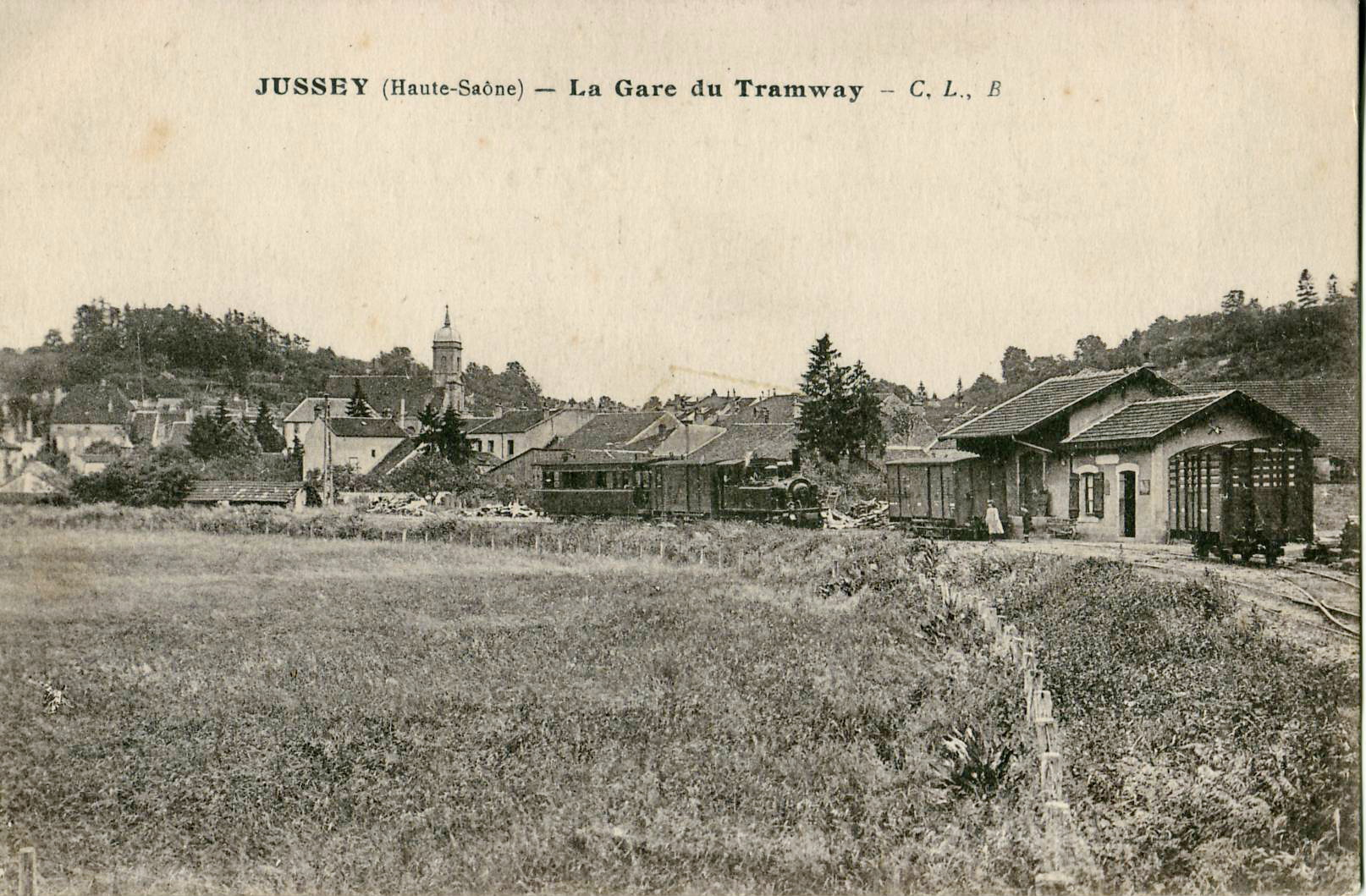
La gare de Jussey (Ligne Ancier - Jussey au tout début du XXe siècle)
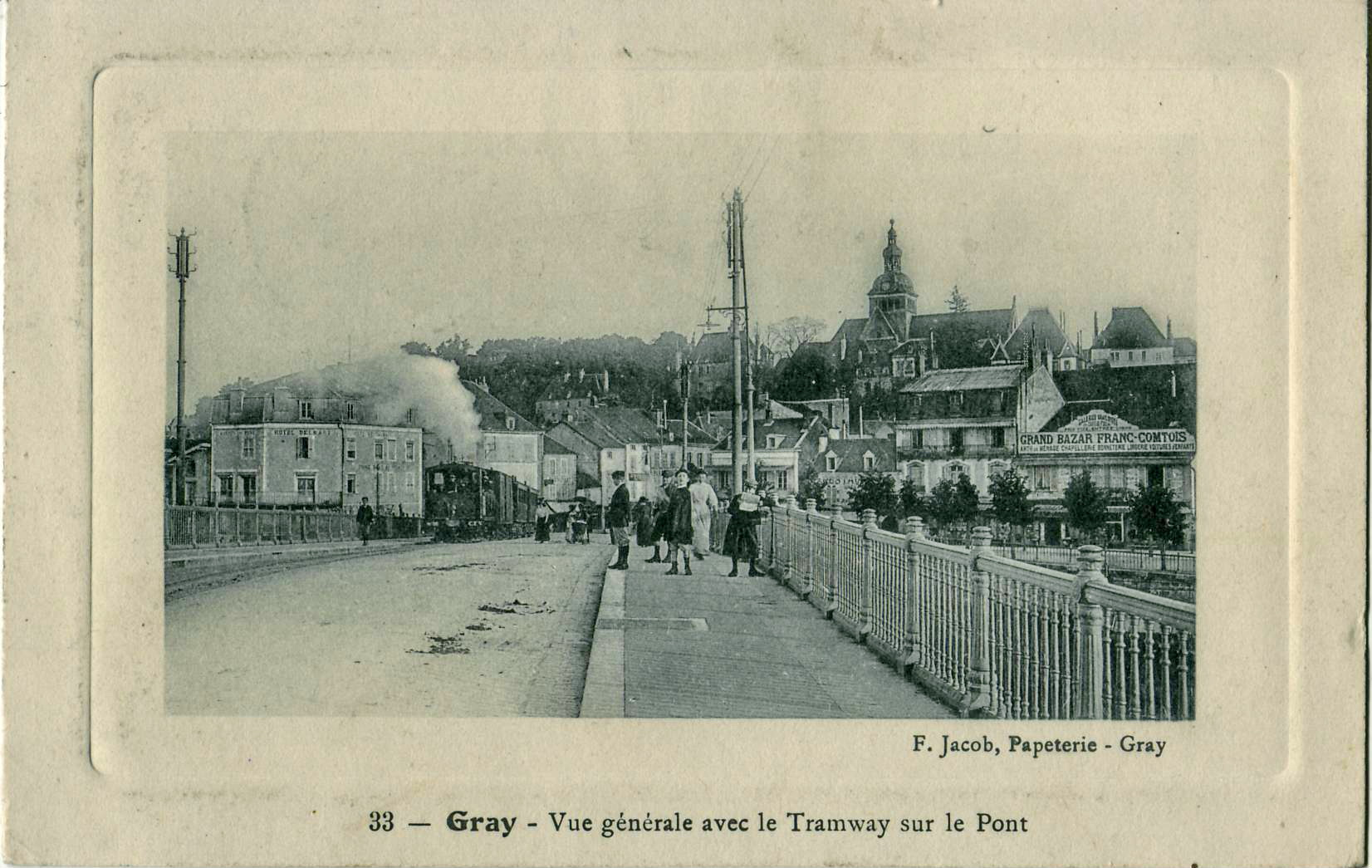
Une rame sur le pont de Gray, au début du XXe siècle.
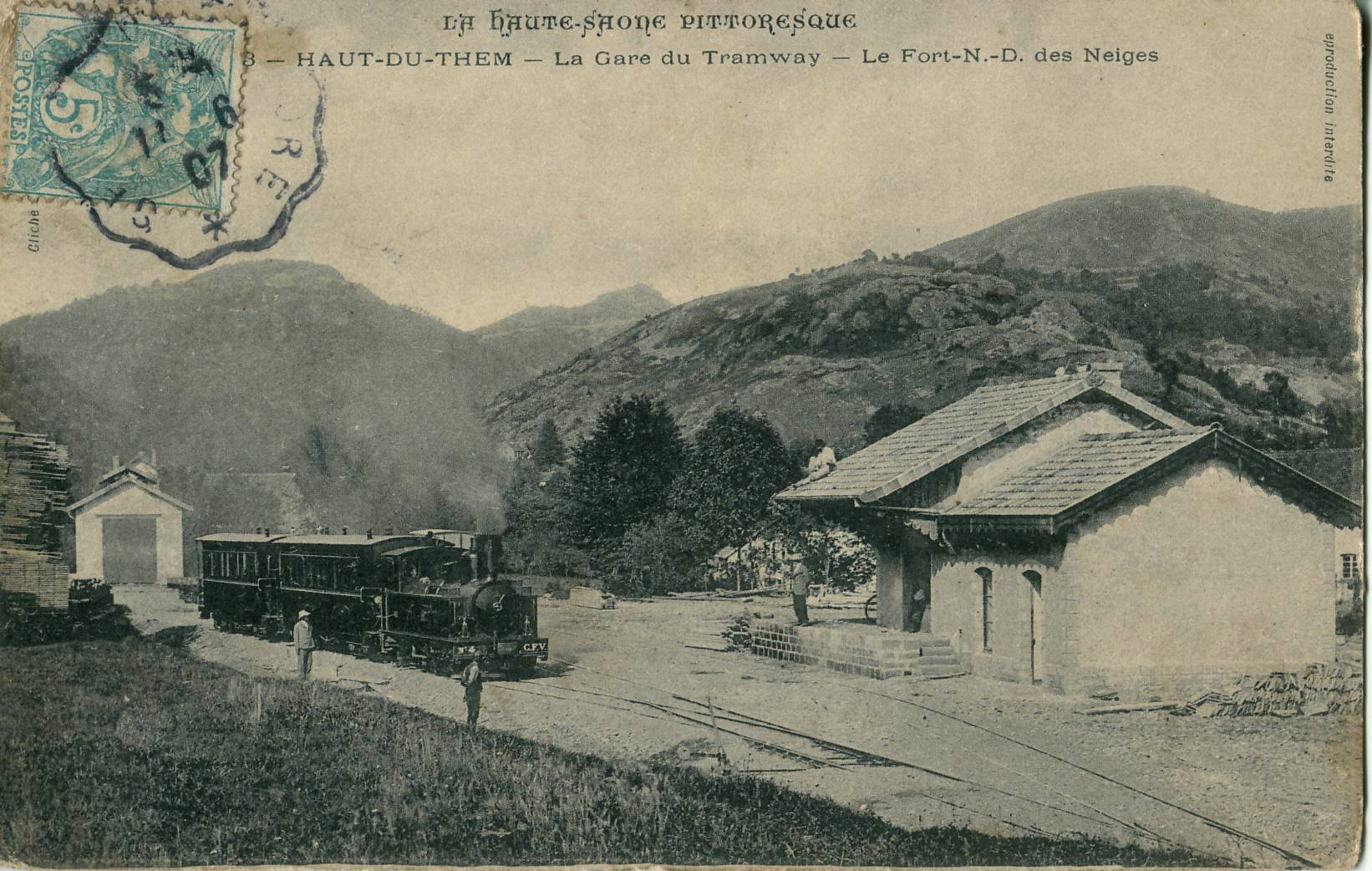
Un train tracté par la locomotive n°4 en gare du Haut-du-Them, peu après la mise en service de la ligne, en 1903.
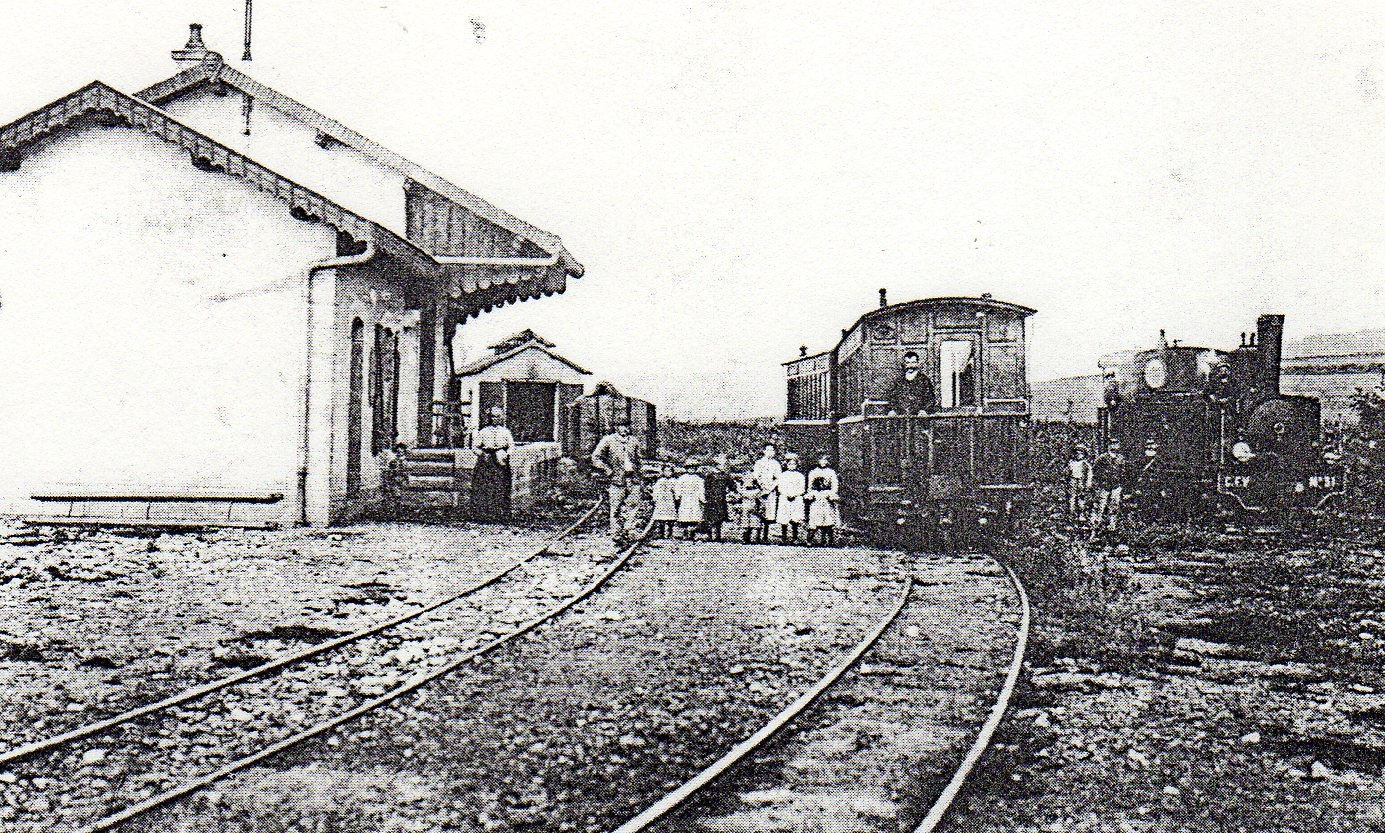
Ouverture à l'exploitation de la gare de Molay le 21 septembre 1910.

## Historique

### Concessionnaires

#### Compagnie du Chemin de fer de Gray à Gy
La compagnie du Chemin de fer de Gray à Gy et prolongements fut le nom donné par MM. Martin et consorts, concessionnaires de la ligne de chemin de fer d'intérêt local de Gray à Gy et Bucey-lès-Gy à la compagnie rétrocessionnaire, constituée dès le début 1876.
Peu active pour construire la ligne qui lui a été concédée, mais avide de recettes, et prête pour cela à faire circuler des trains sans homologation de la ligne sur laquelle ils circulent, la compagnie doit faire face d'abord aux mises en demeure de l'autorité préfectorale puis au déficit chronique de sa trésorerie.
Finalement, après avoir liquidé son matériel roulant pour tenter de renflouer ses caisses, elle abandonne l'exploitation le 1er novembre 1885, et est mise en liquidation le 19 du même mois. 
La ligne est placée sous séquestre le 19 octobre 1886. Après la suspension du service entre mi-1887 et mi-1888 et adjudication, le 12 mars 1889, elle est concédée à la compagnie générale des Chemins de fer vicinaux.

#### Compagnie générale des Chemins de fer vicinaux

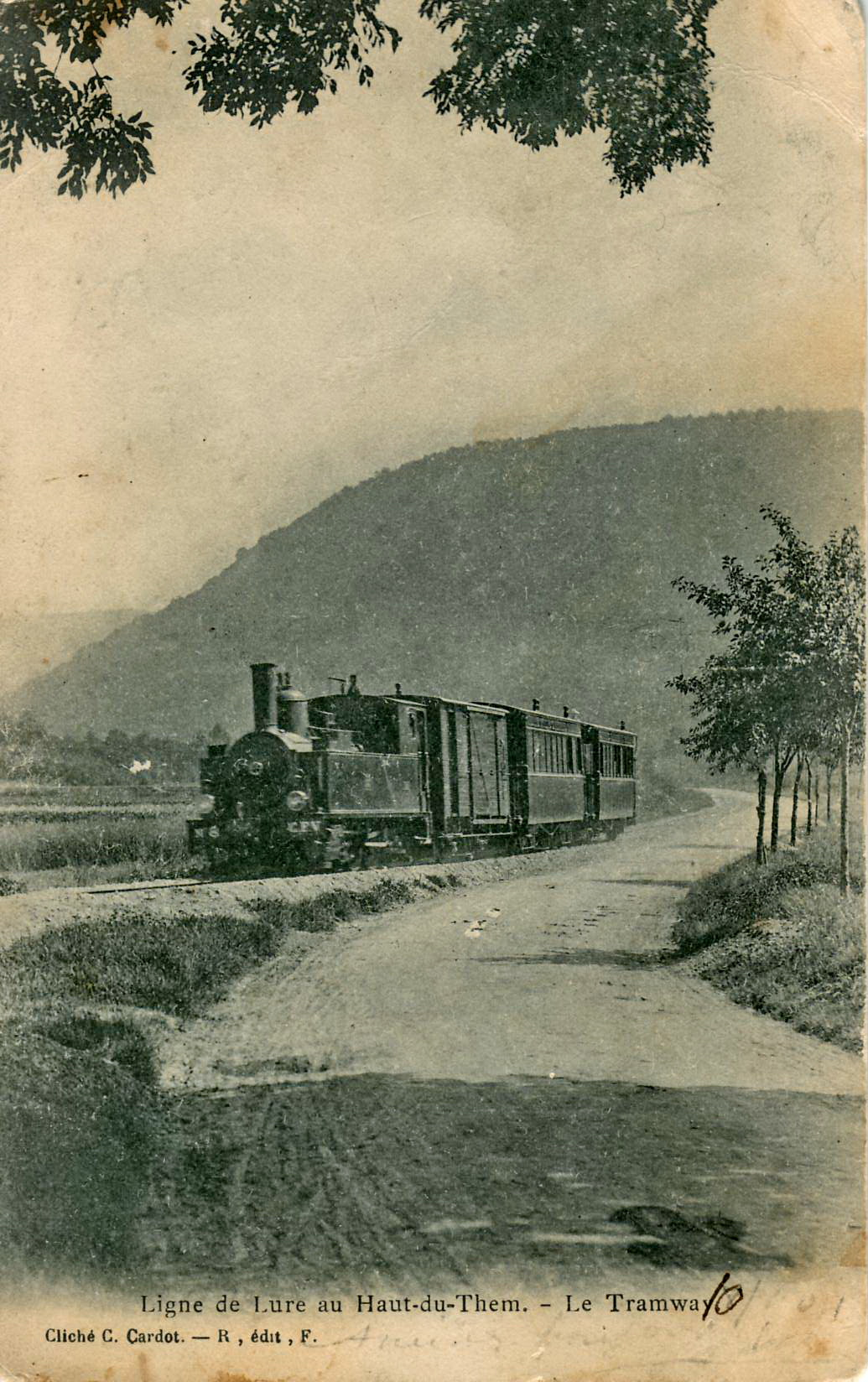
Rame des CFV sur la ligne Lure - Haut-du-Them

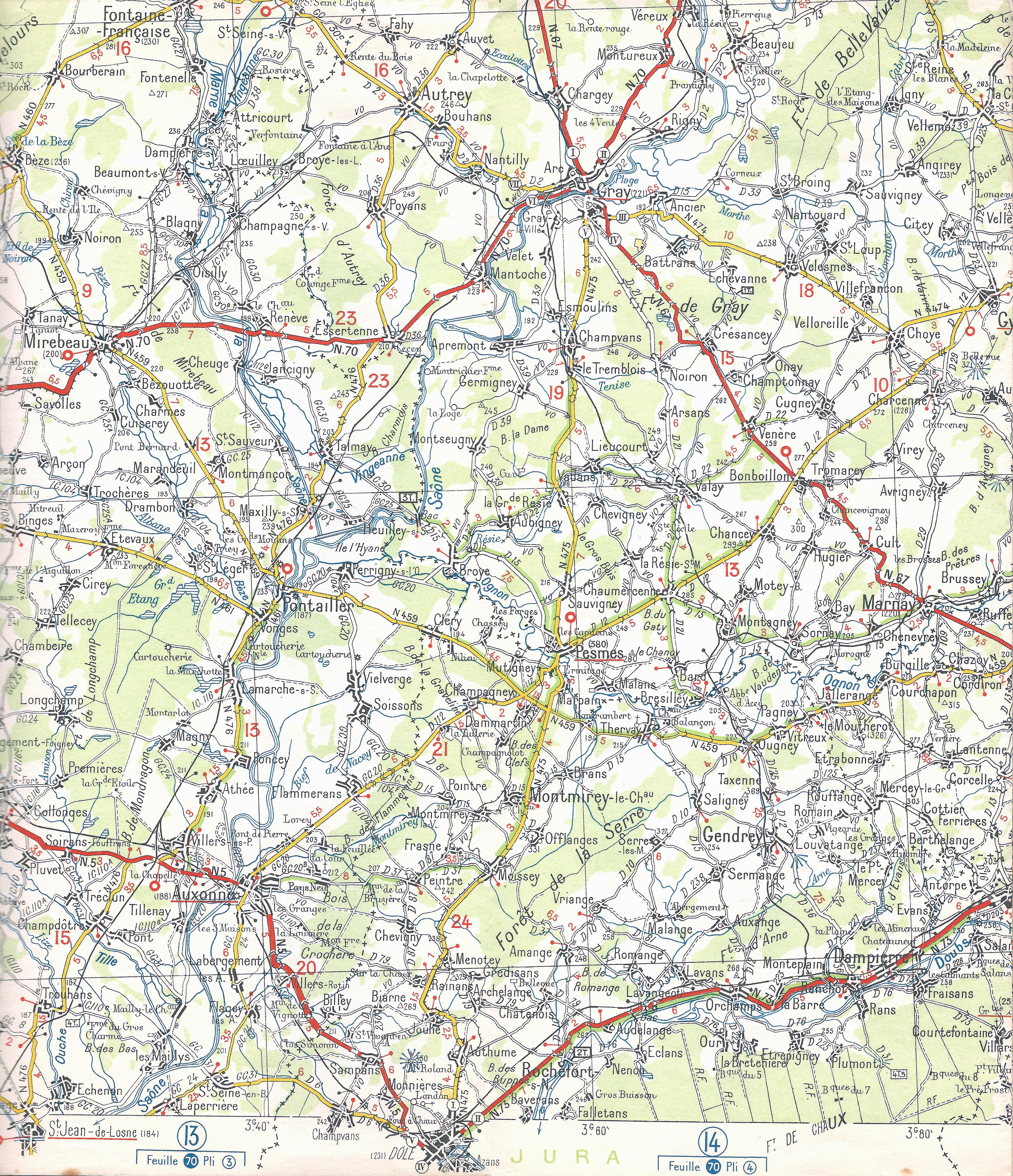
Carte Michelin 66 de 1940 montrant la ligne Dole - Pesmes

La Compagnie générale des Chemins de fer vicinaux (CFV) entreprend la construction de trois réseaux entre 1888 et 1913. Un quatrième réseau est prévu mais sa construction repoussée en raison de la guerre est abandonnée en 1920.

## Infrastructure

### Les lignes

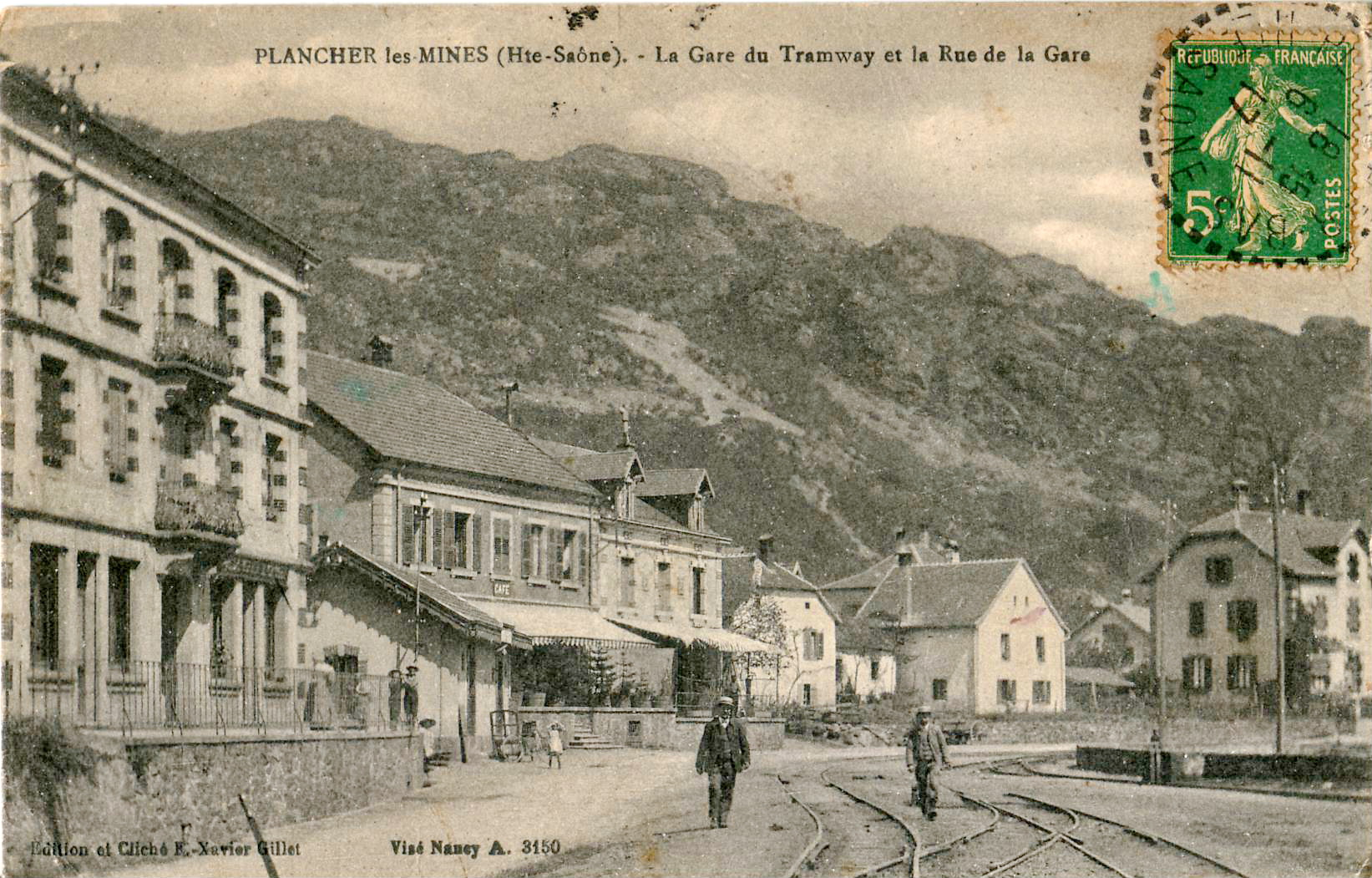
La gare de Plancher-les-Mines

- Premier réseau (1894-1901)

Gray - Bucey les Gy
Gy - Marnay
Bucey les Gy - Fretigney
Ronchamp - Plancher-les-Mines
Gray - Pesmes - Dole
- Deuxième réseau (1902-1904)

Gray - Jussey
Lure - Héricourt
Lure - Le Haut-du-Them
Lure - Ronchamp
Luxeuil - Corravillers
- Troisième réseau (1910-1912)

Vesoul - Molay
Vesoul - Luxeuil
Vesoul  - Besançon
Vesoul - Saint-Georges
Courcelles - Vauvillers
Le Haut-du-Them - Le Thillot

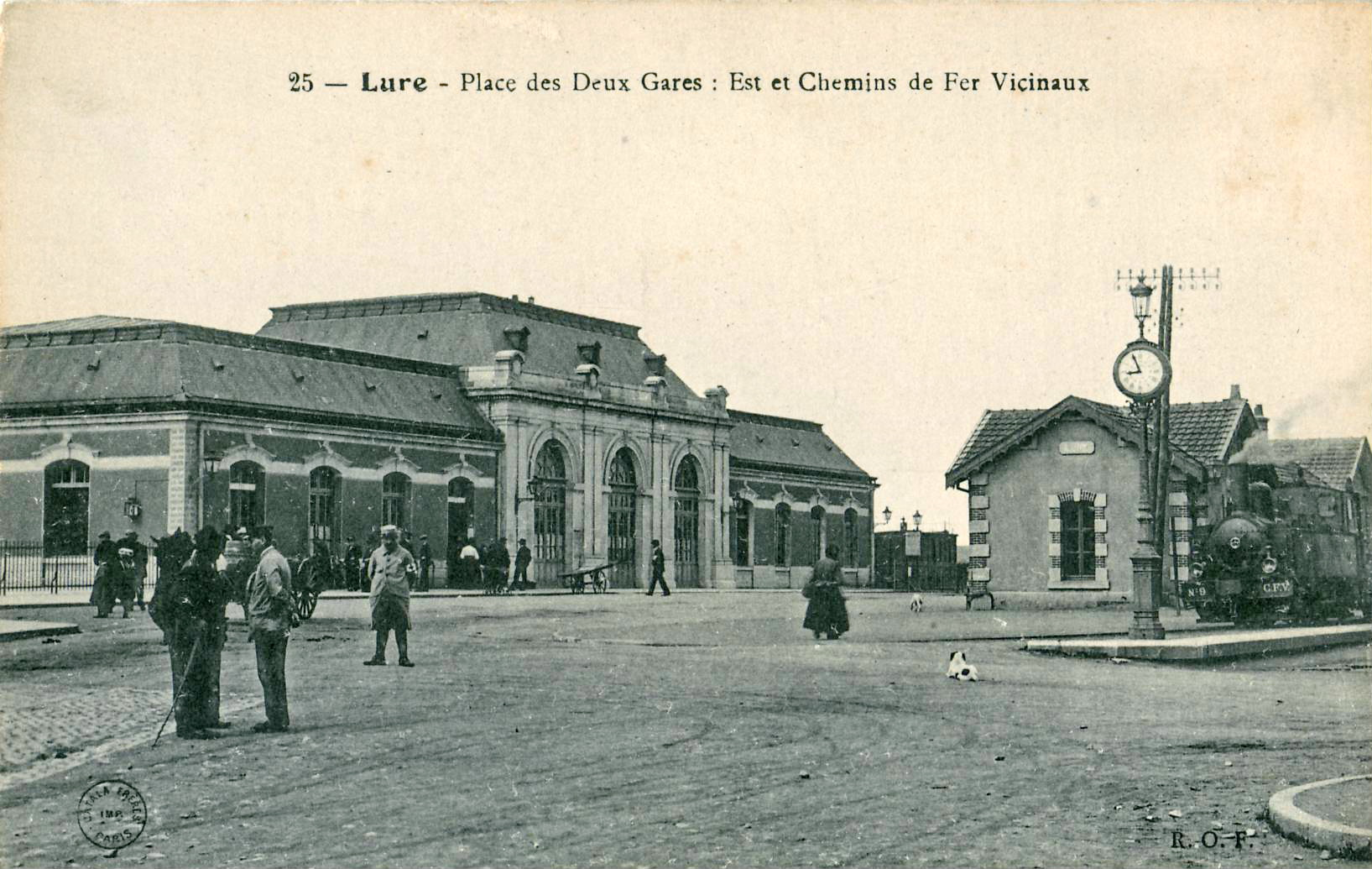
Gare de Lure face à celle de la Compagnie de l'Est.
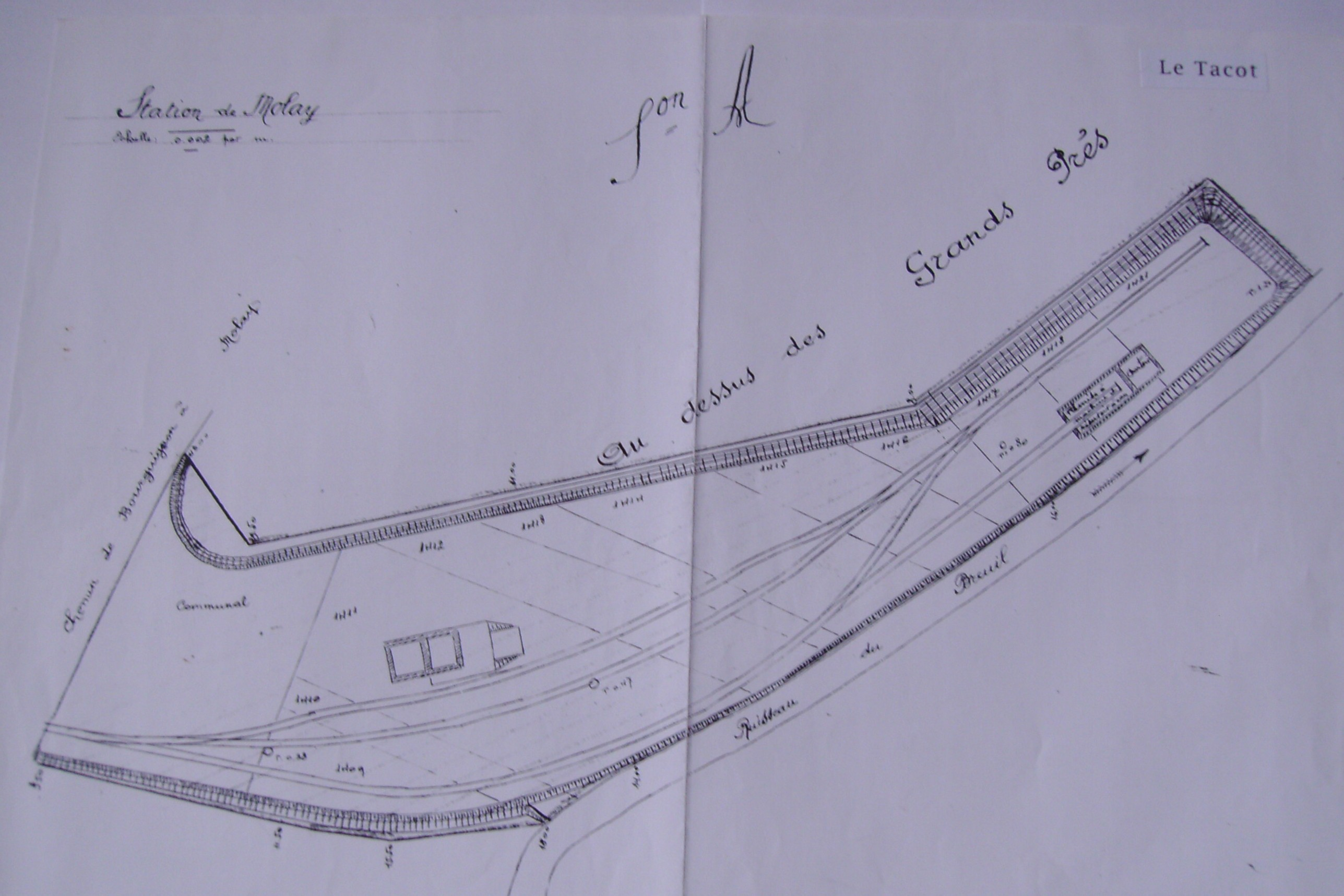
Vers 1907, plan de la gare de Molay.
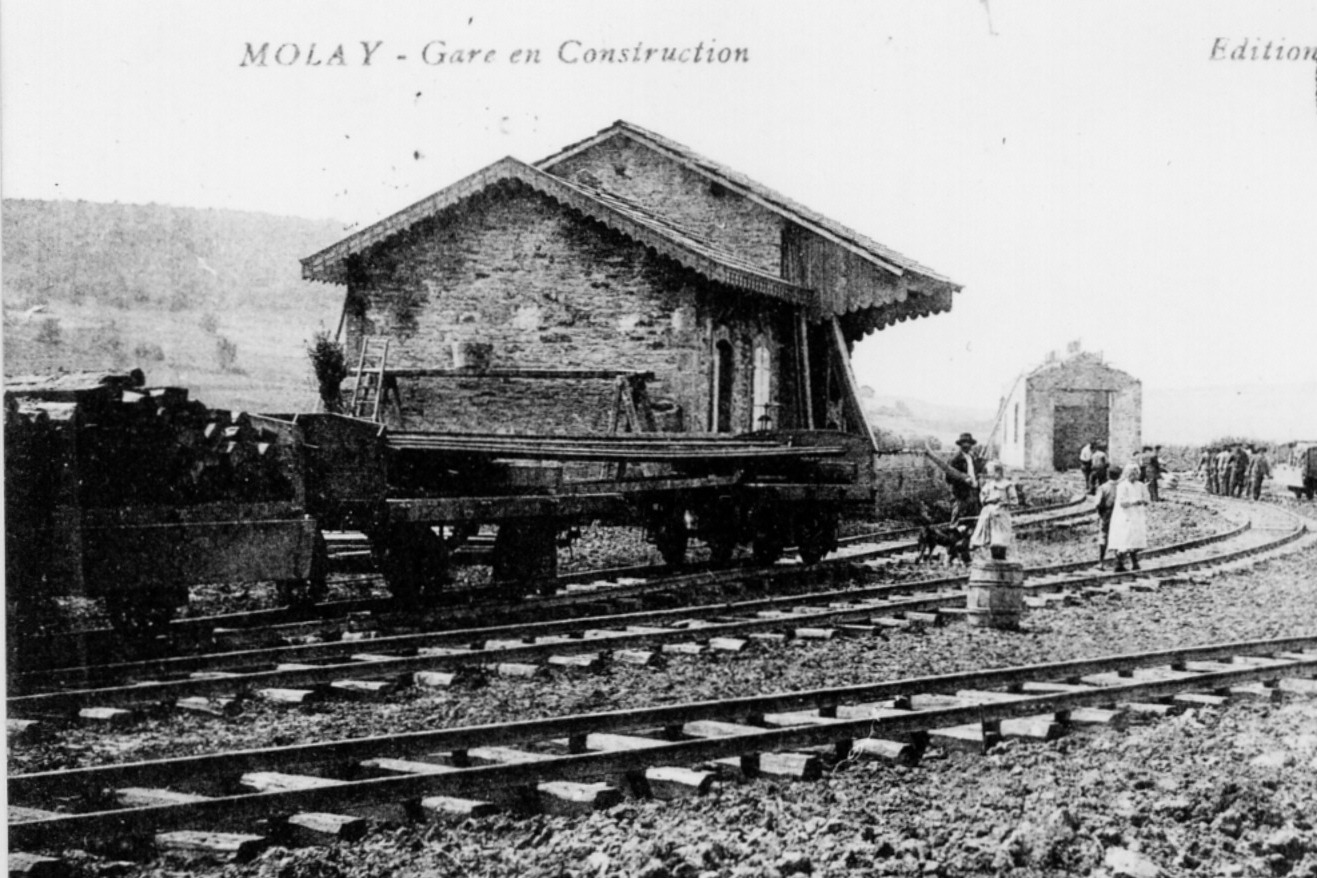
Août 1910, construction de la gare de Molay.
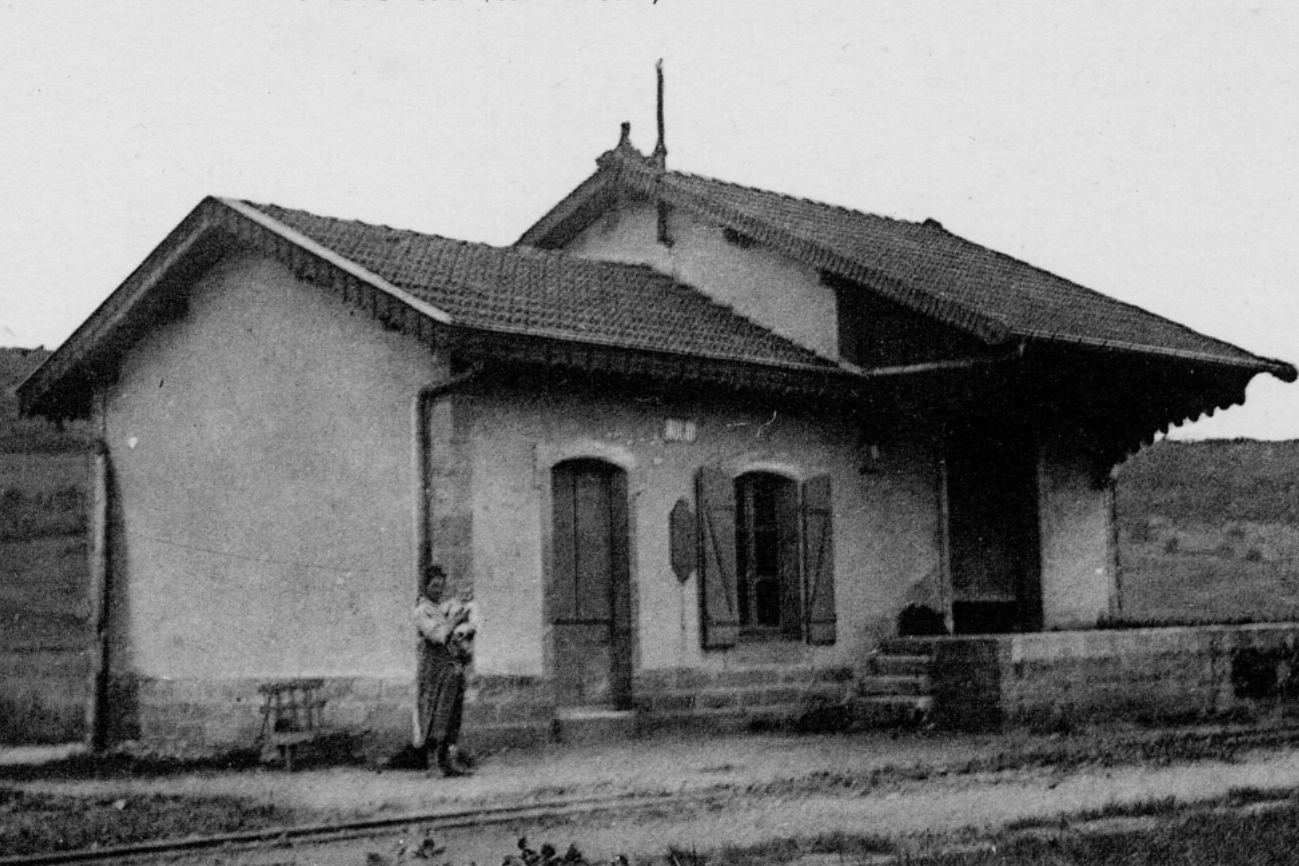
Vers 1910, la gare des voyageurs et des marchandises de Molay.
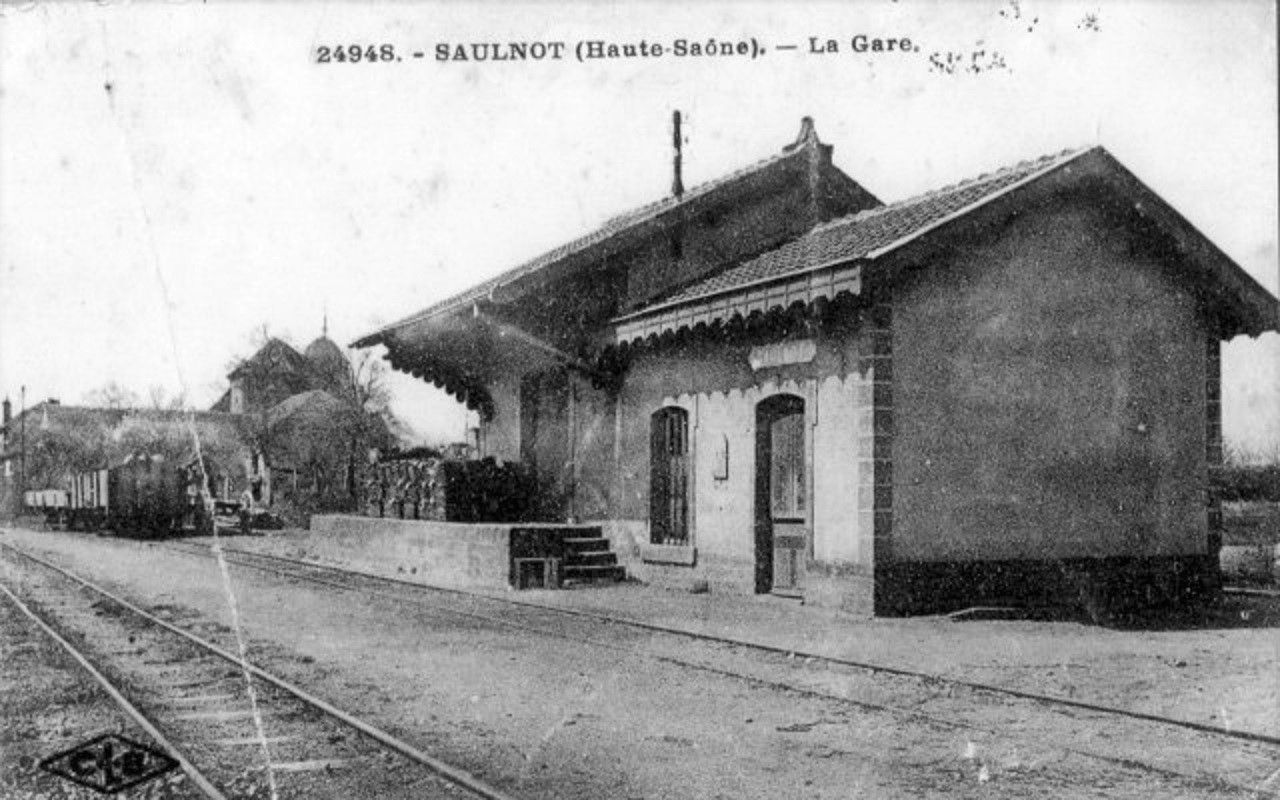
La Gare de Saulnot.
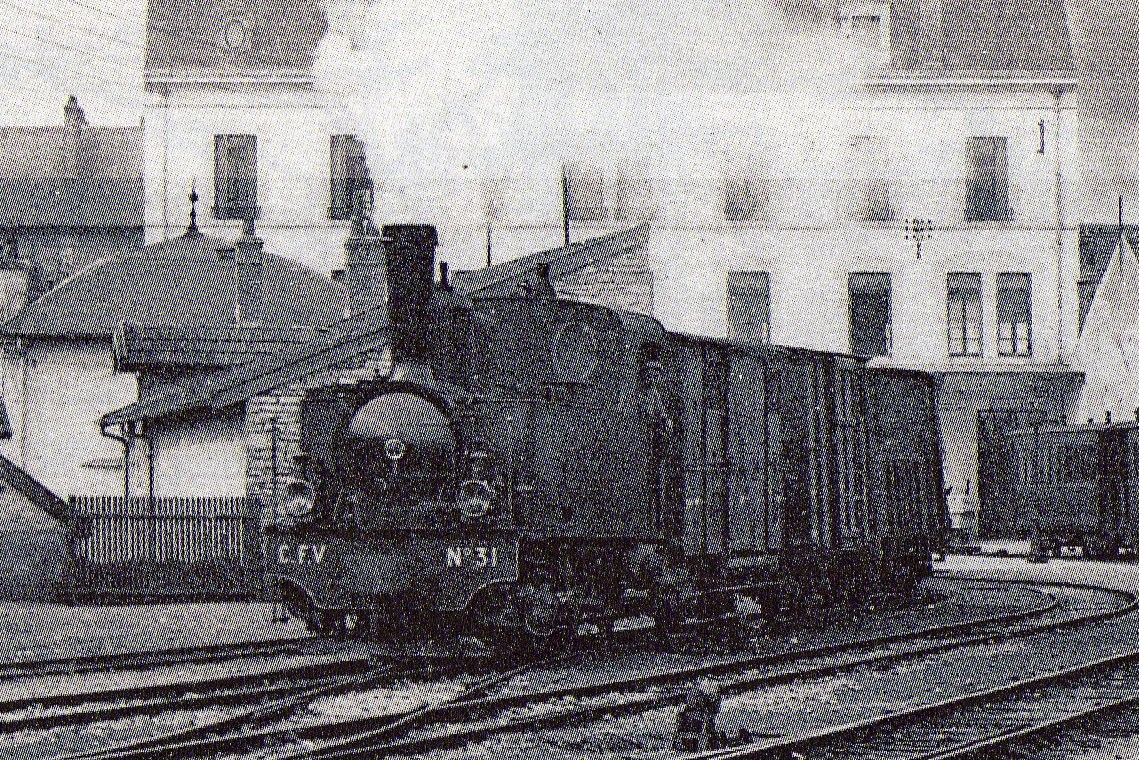
Un train quitte la gare de Vesoul, tracté par la Corpet-Louvet 030T no 31.

L'ensemble du réseau construit a une longueur de 520 km. Plusieurs sections sont construites en partie hors du département :
- Grandvelle - Besançon (département du Doubs)
- Pesme - Dole (département du Jura)
- Le Haut-du-Them - Le Thillot (département des Vosges)

### Ouvrages d'art

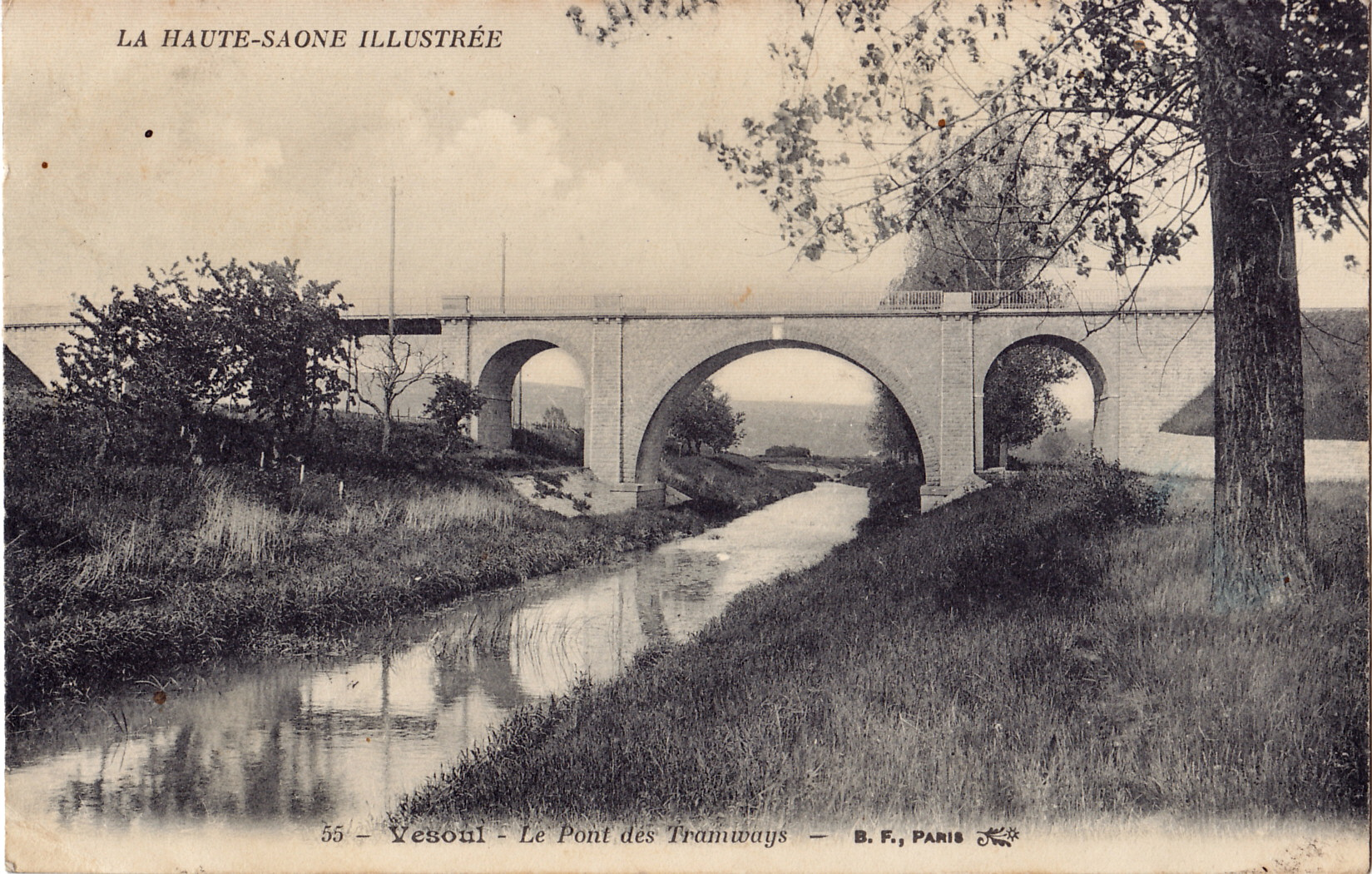
Le Pont du Tramway de Vesoul à Vesoul, au-dessus de la ligne Paris - Bâle et de la dérivation de la rivière Colombine.

## Exploitation

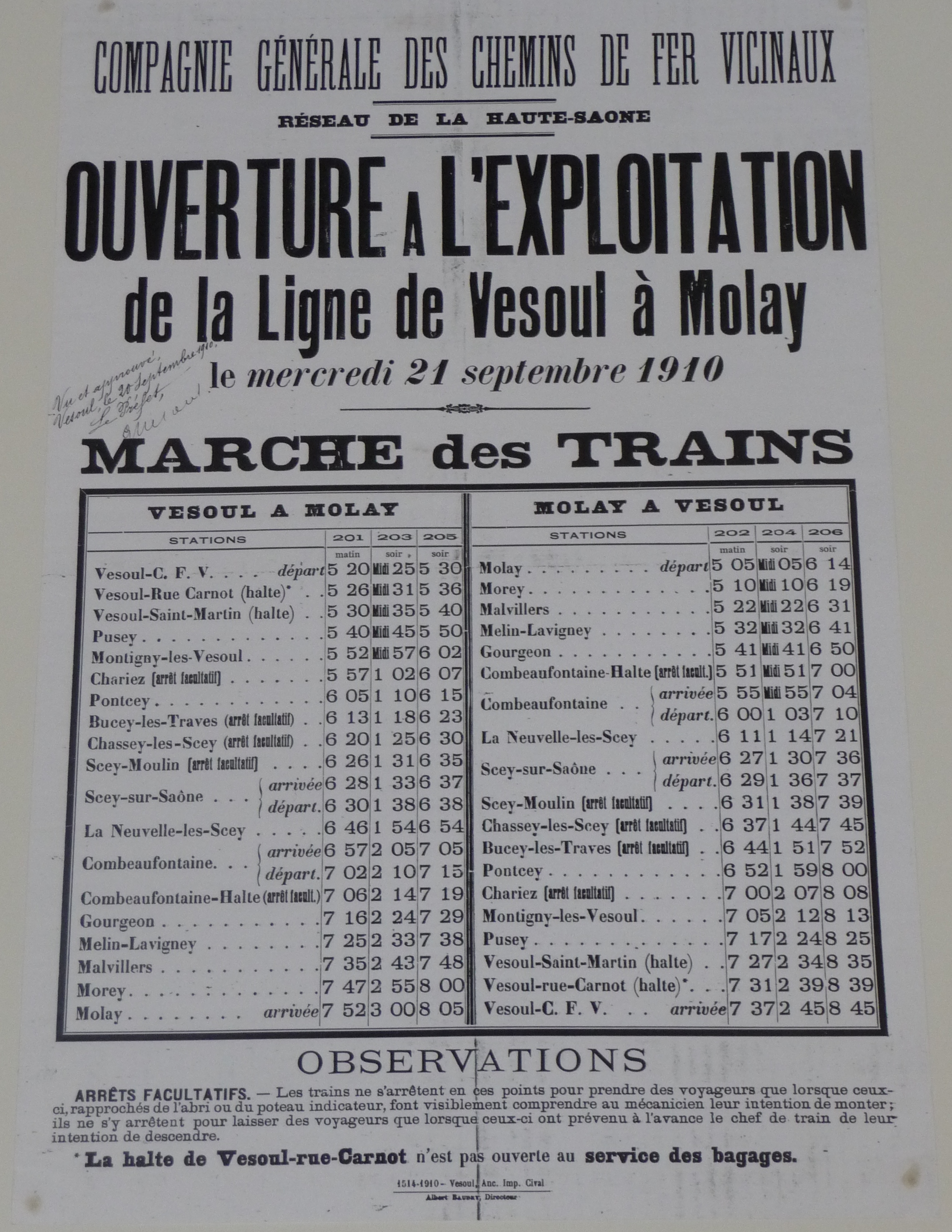
21 09 1910 Horaires ligne CFV de Vesoul à Molay

## Matériel et installations préservés
La gare de Melin - Lavigney (ligne Vesoul - Combeaufontaine - Molay) subsiste, transformée en 1970 en pizzeria,, ainsi qu' entre autres,  celles de Villersexel et de Saint-Germain.

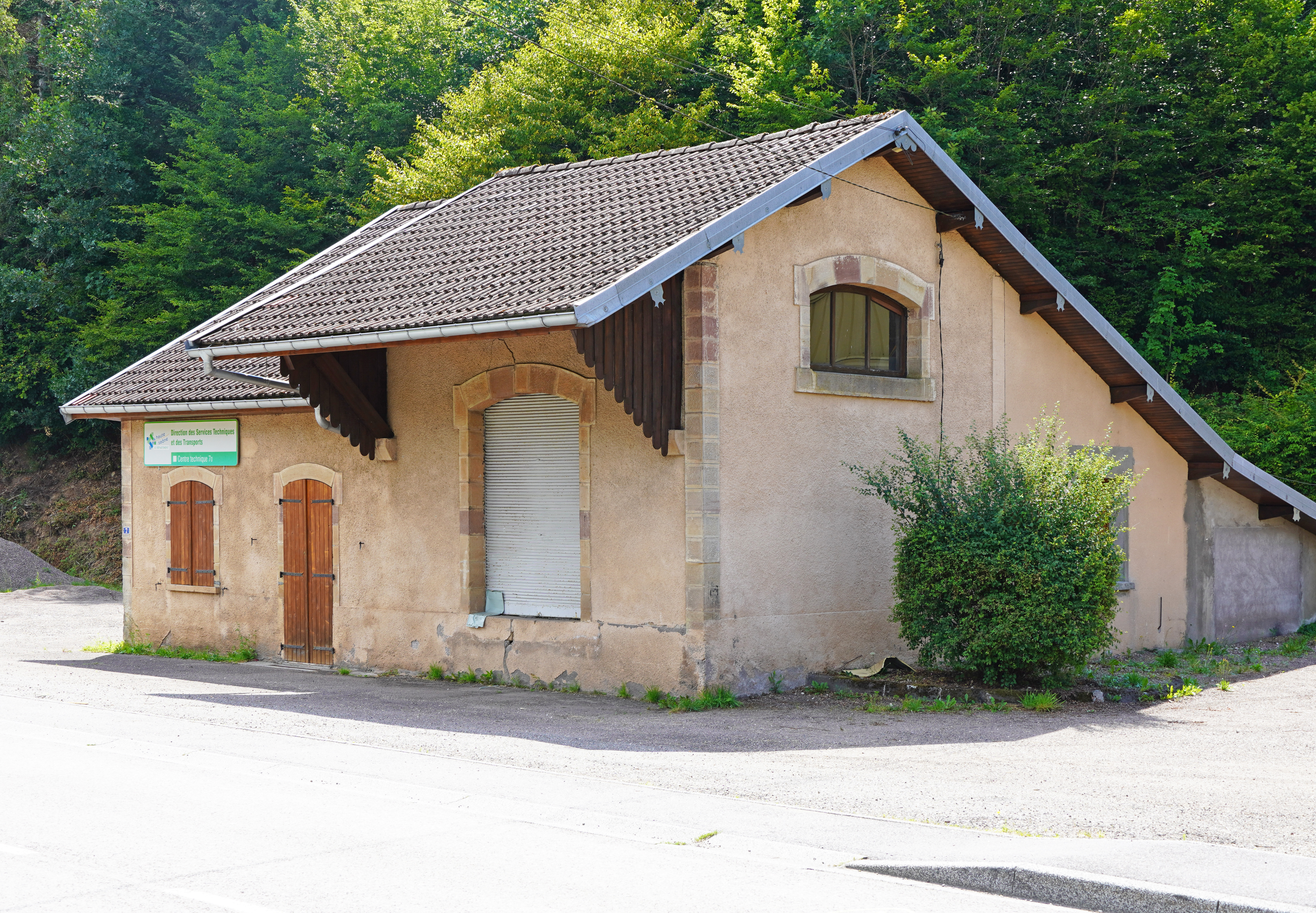
La gare de Belonchamp, en 2020.
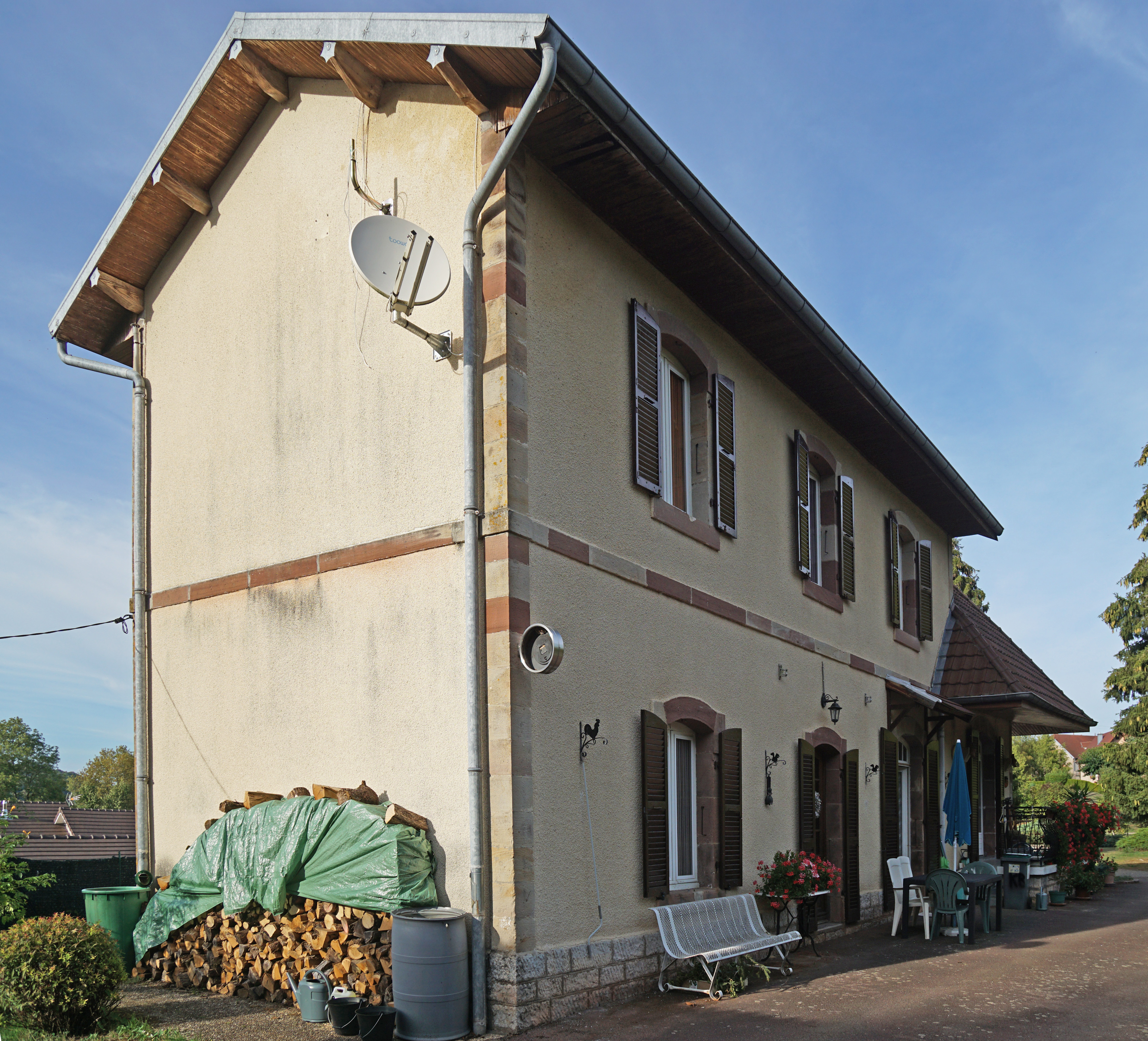
Gare de Borey, en 2018.
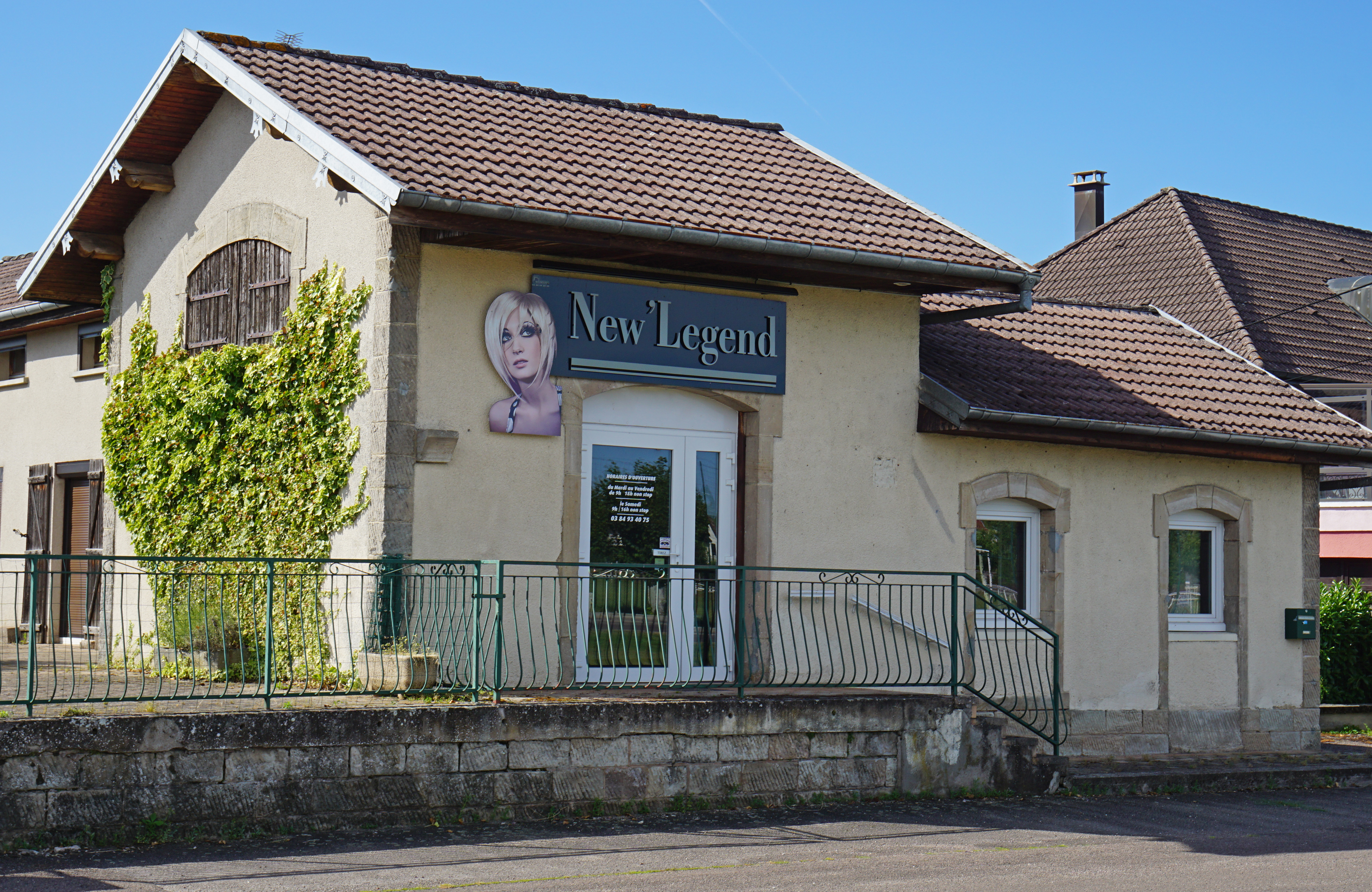
La gare de Breuches, en 2016.
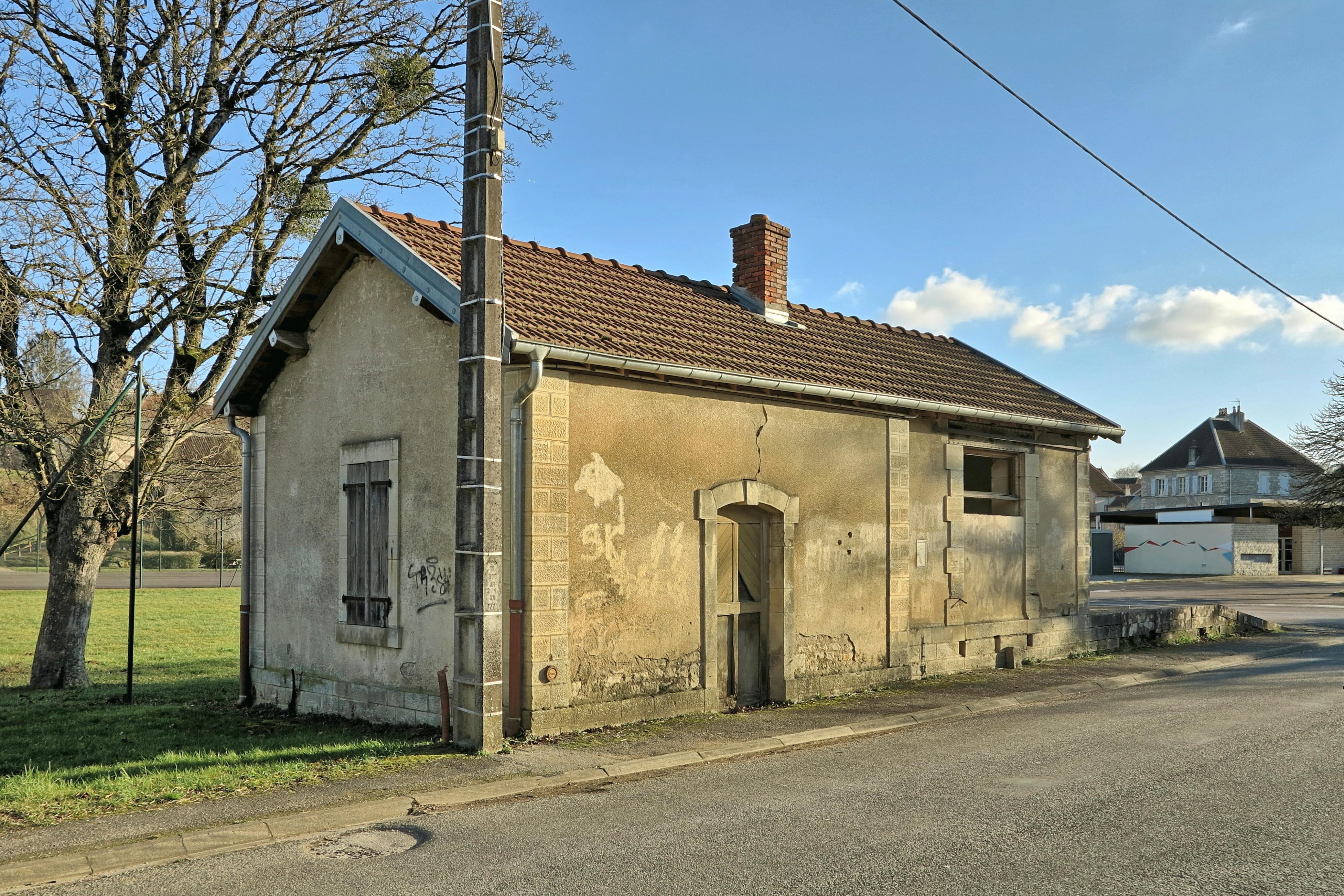
La gare de Charcenne en 2025.
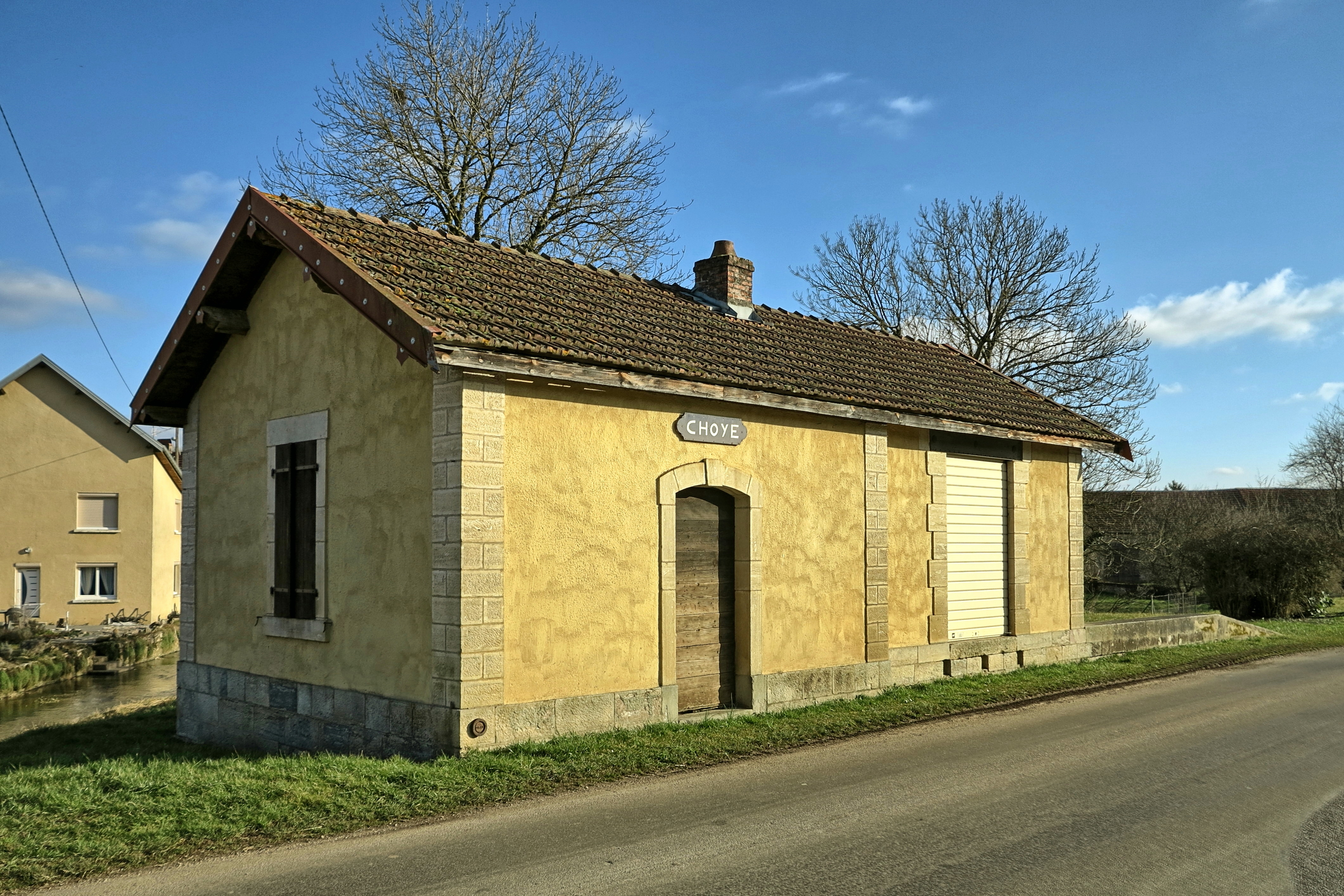
La gare de Choye en 2025.
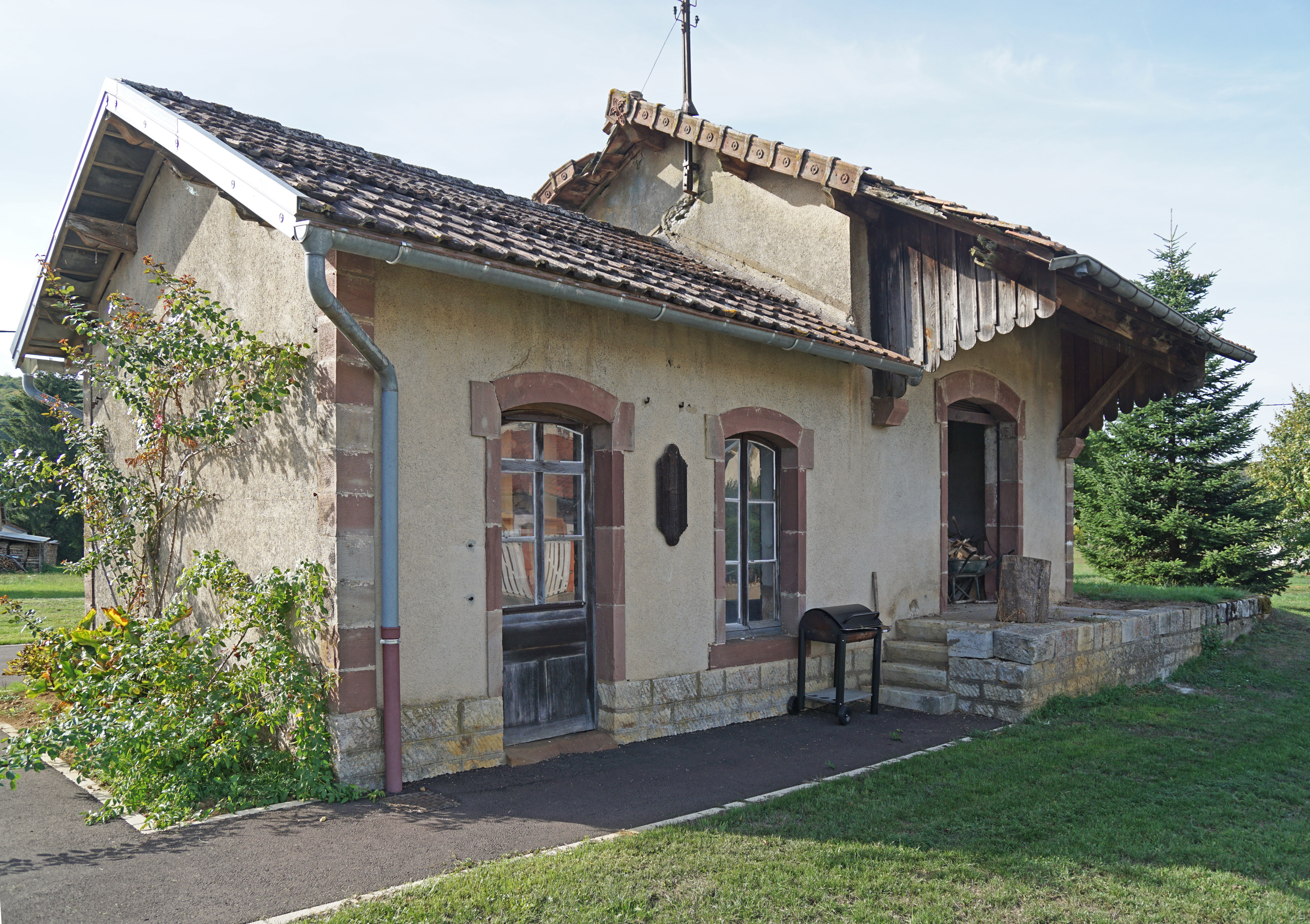
La gare de Cerre-lès-Noroy, en 2018.
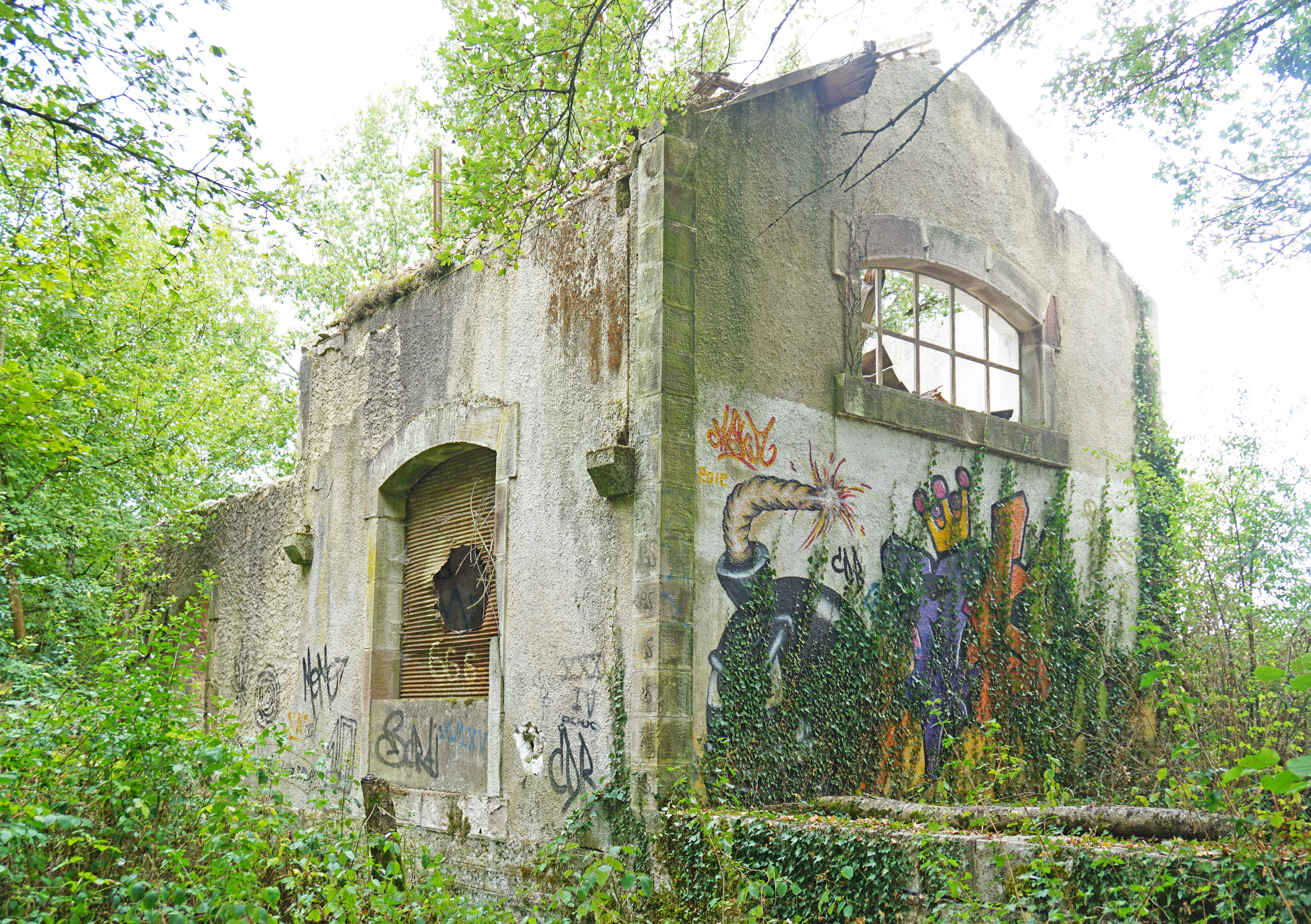
La gare de Colombe-lès-Vesoul, en 2018.
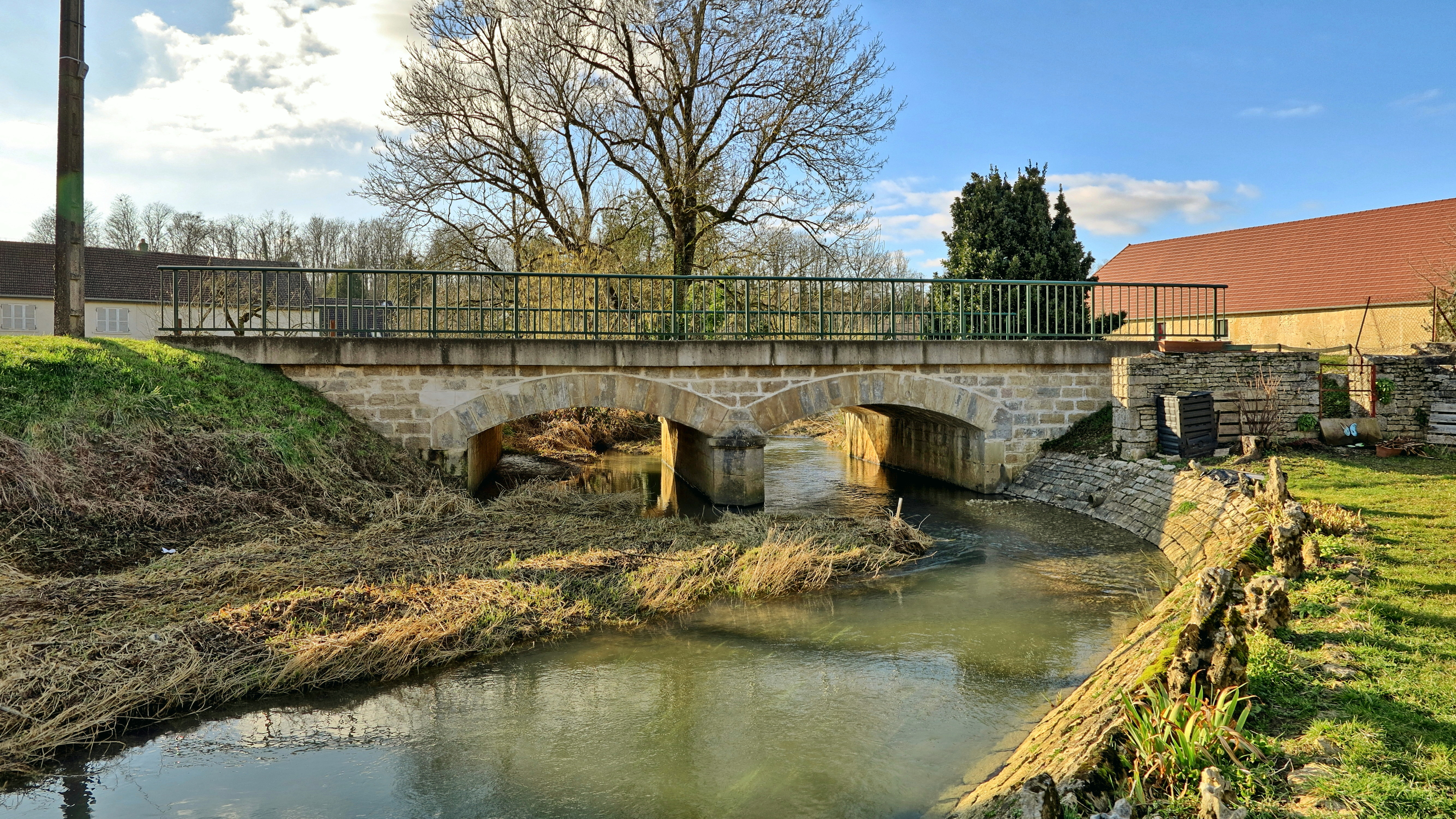
Le pont sur la Colombine à Choye en 2025.
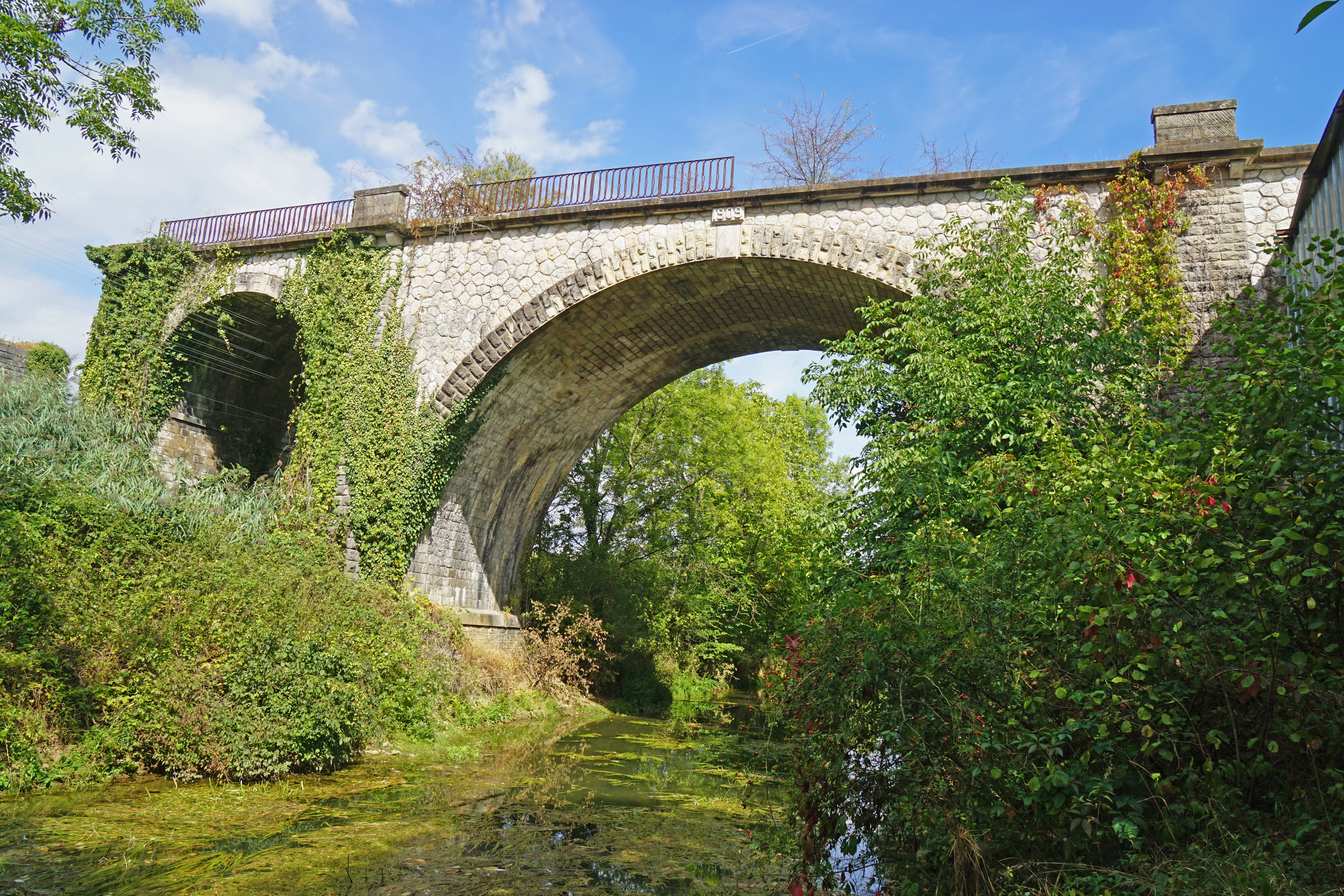
Le pont sur la Colombine et sur la ligne SNCF à Vesoul en 2018.
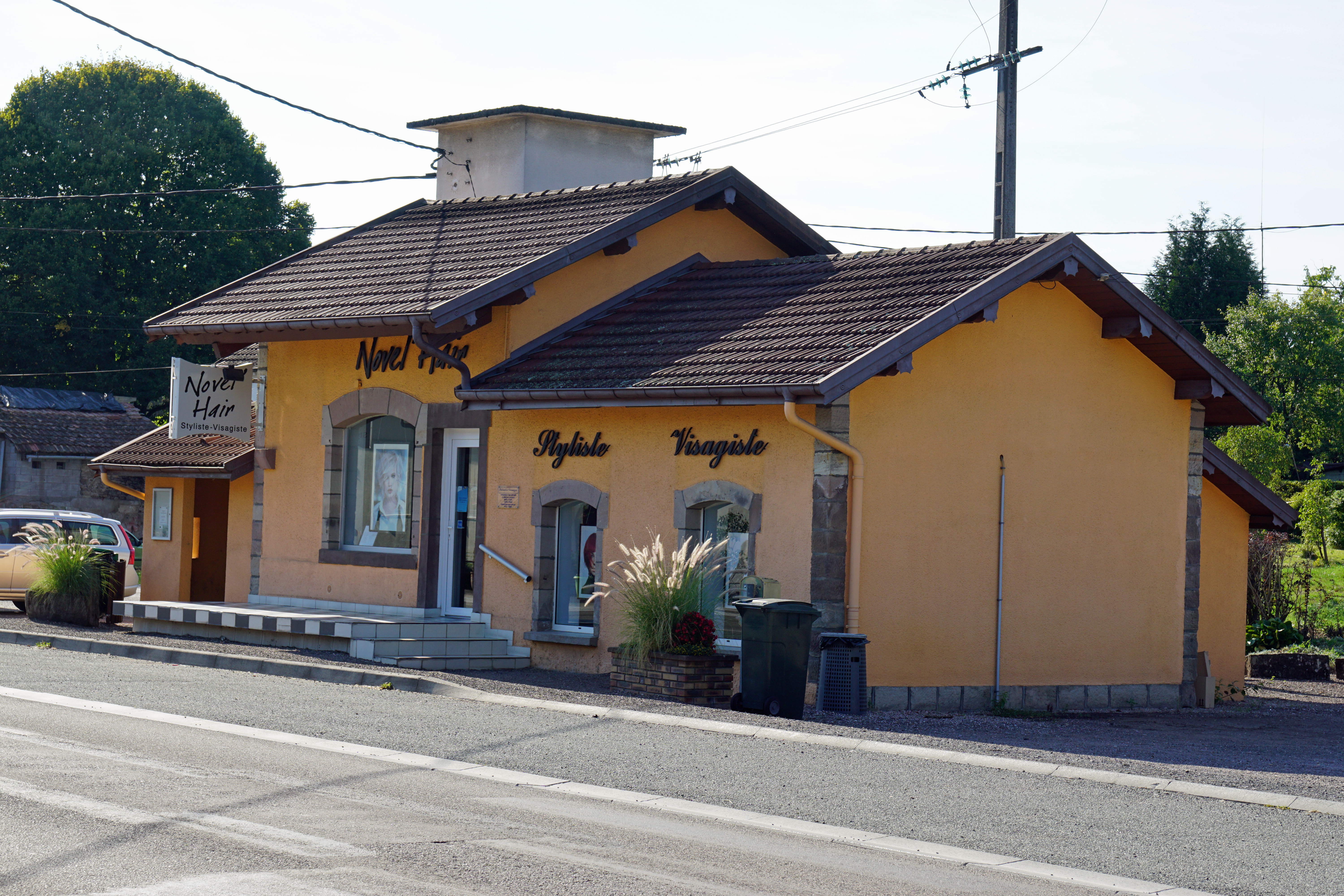
La gare de La Côte en 2015.
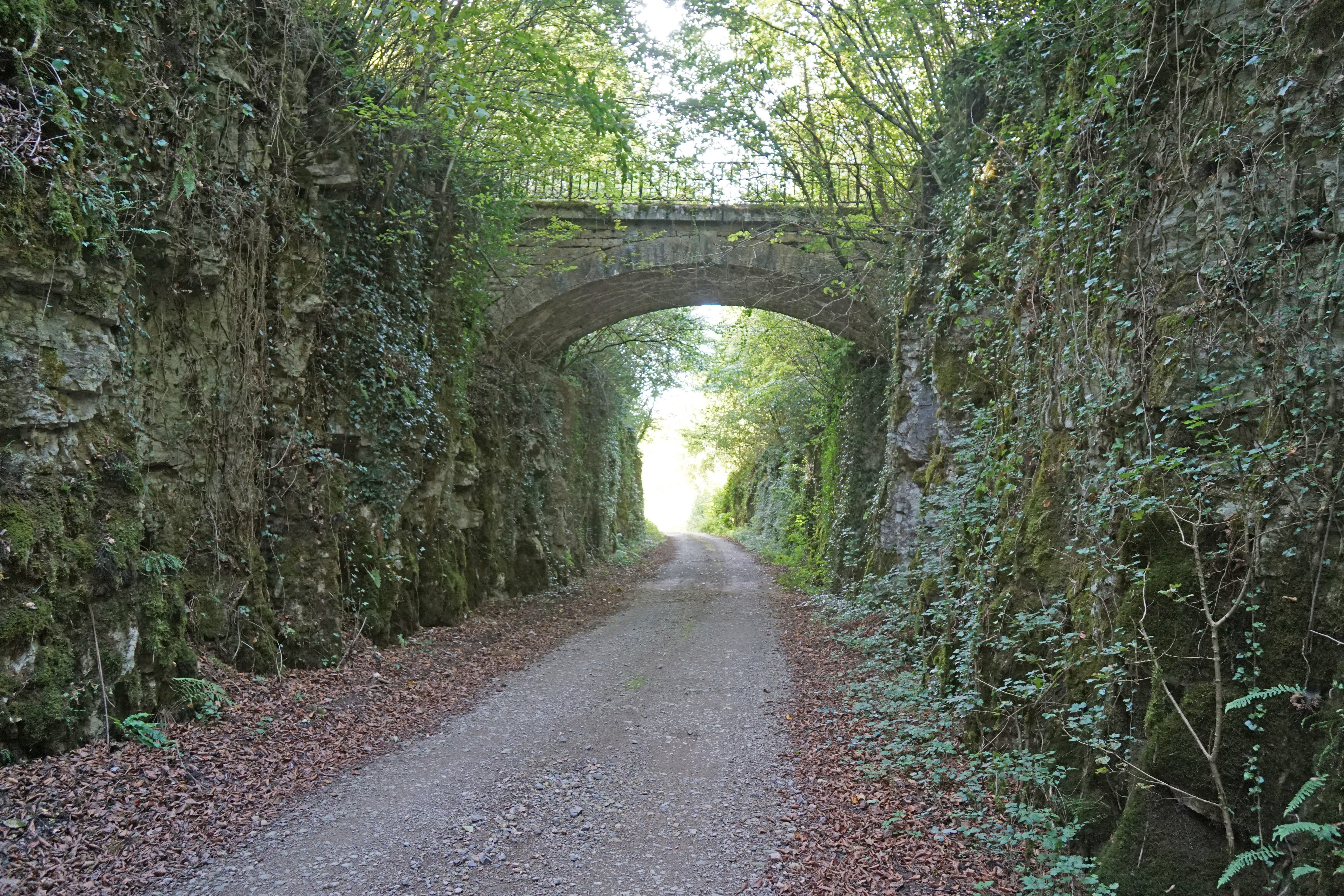
Le pont du Crautolat en 2018.
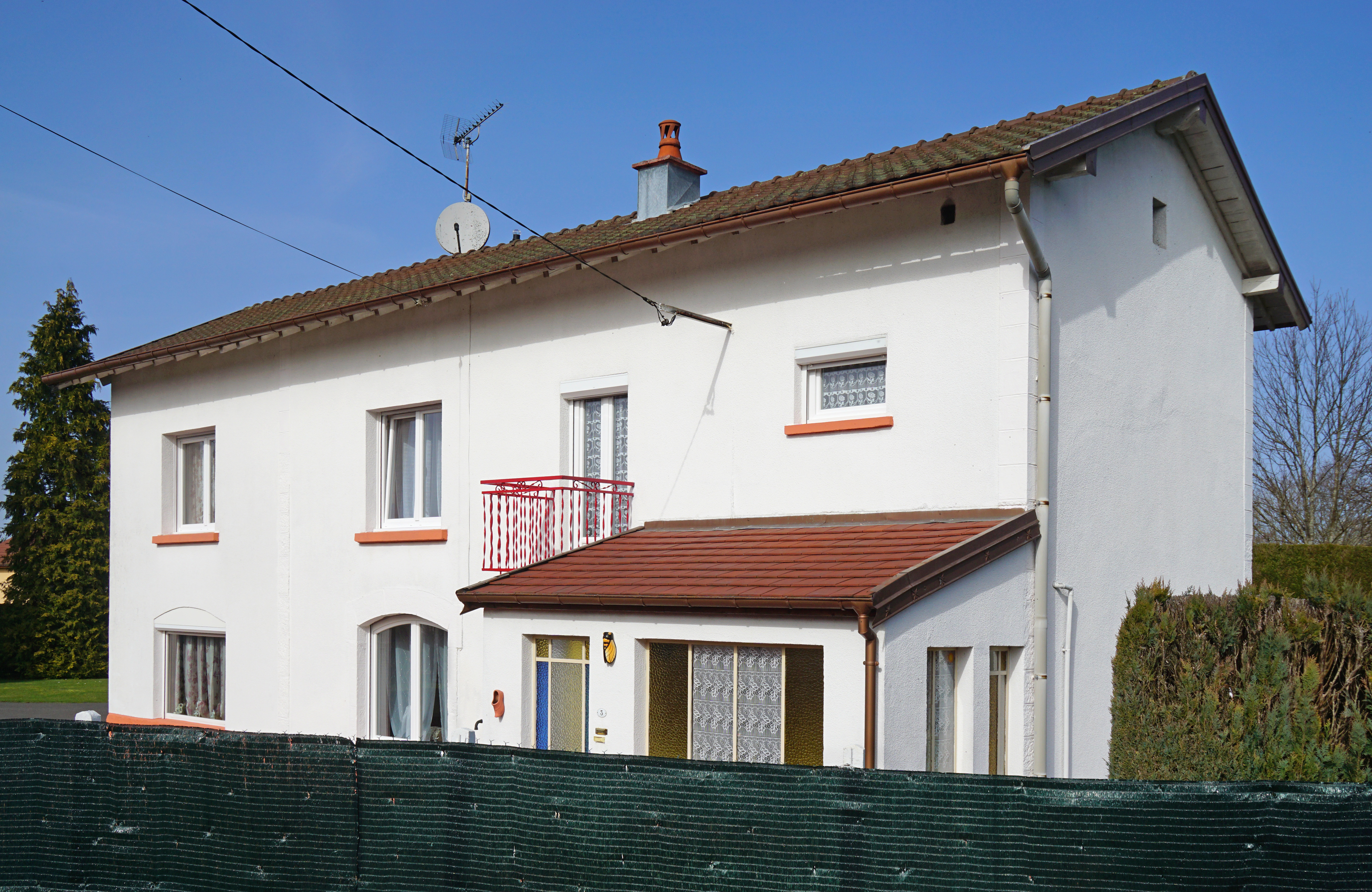
La gare de Frotey-lès-Lure en 2017.
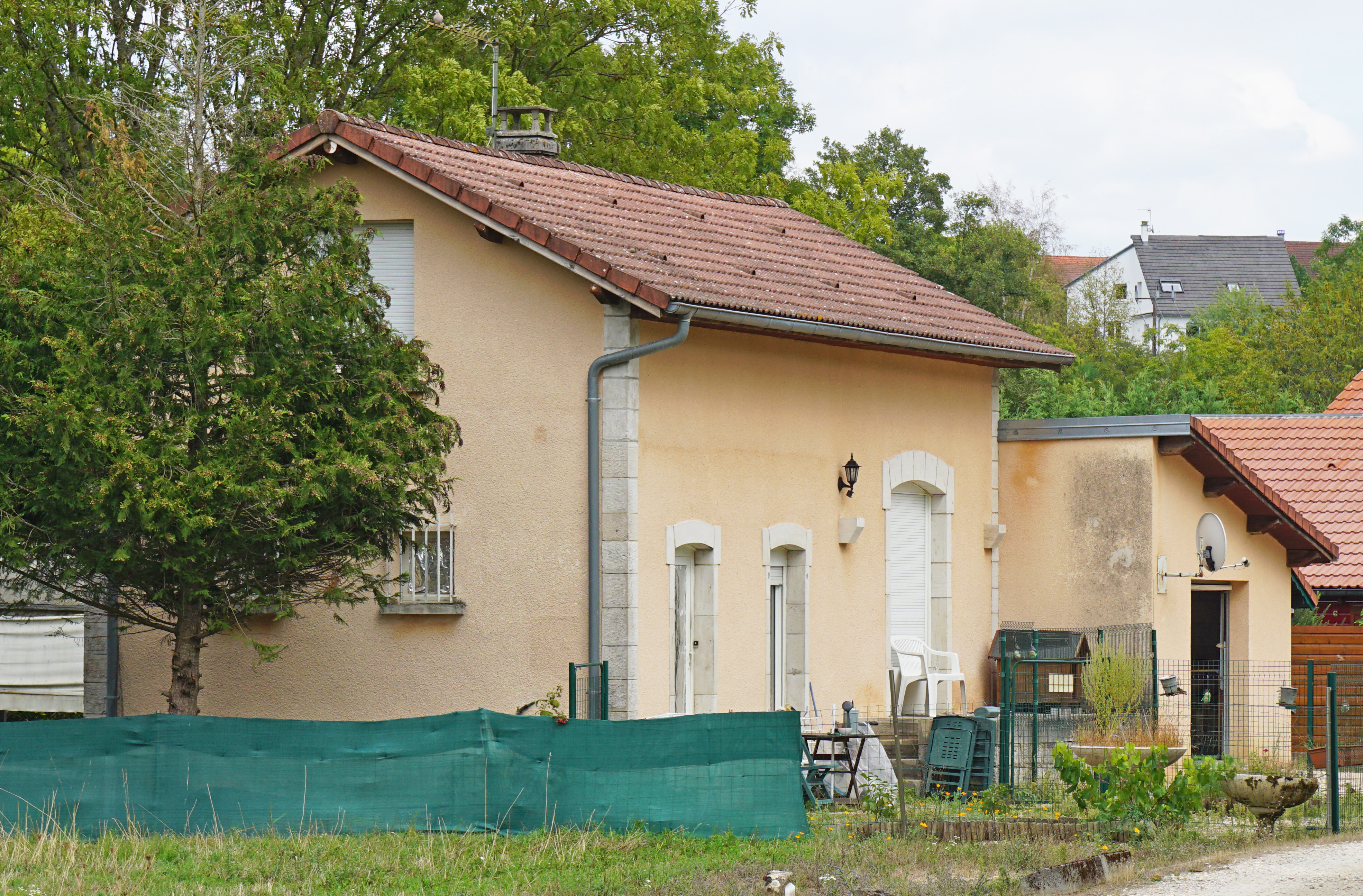
La gare de Frotey-lès-Vesoul en 2018.
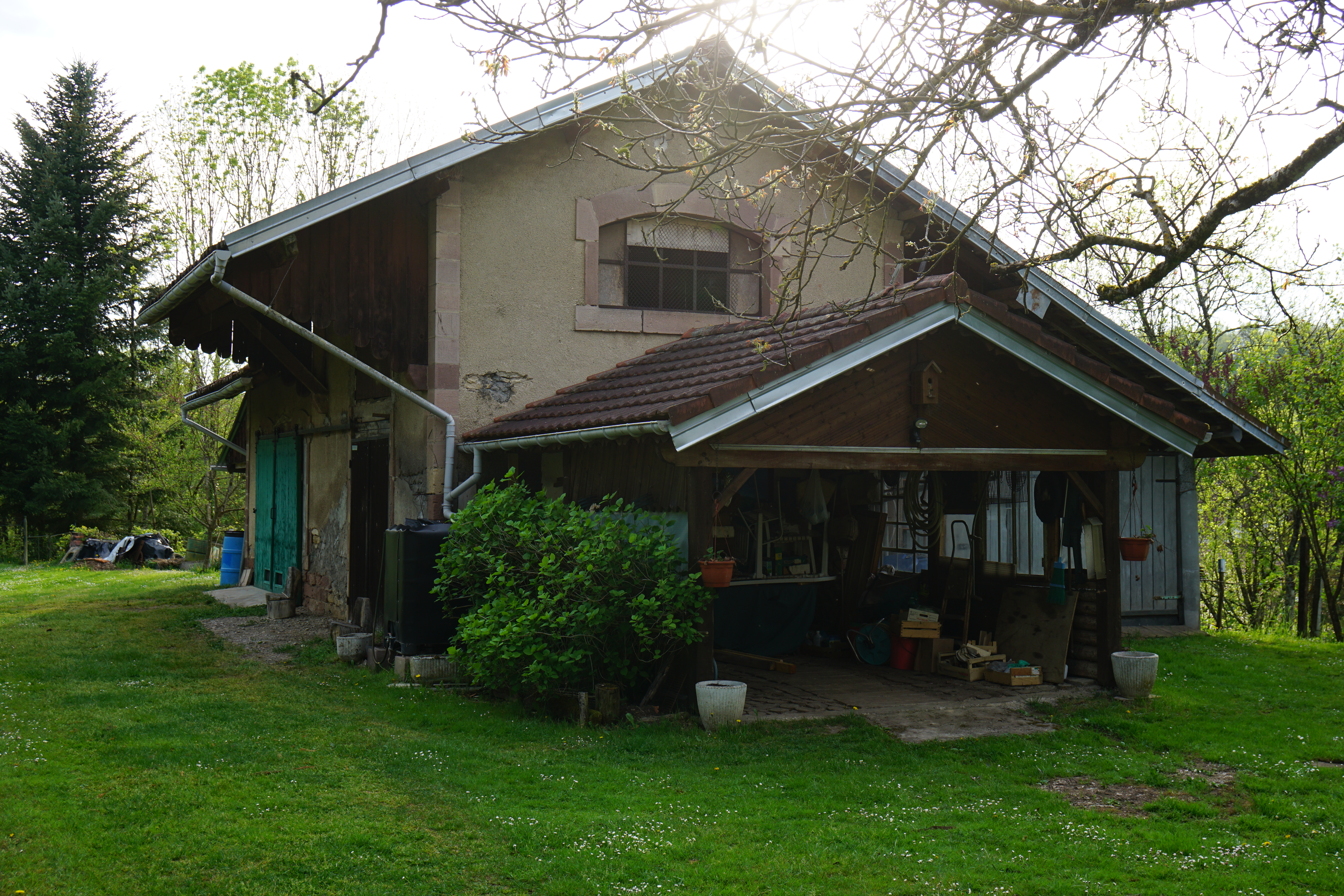
Gare de Gouhenans en 2015.
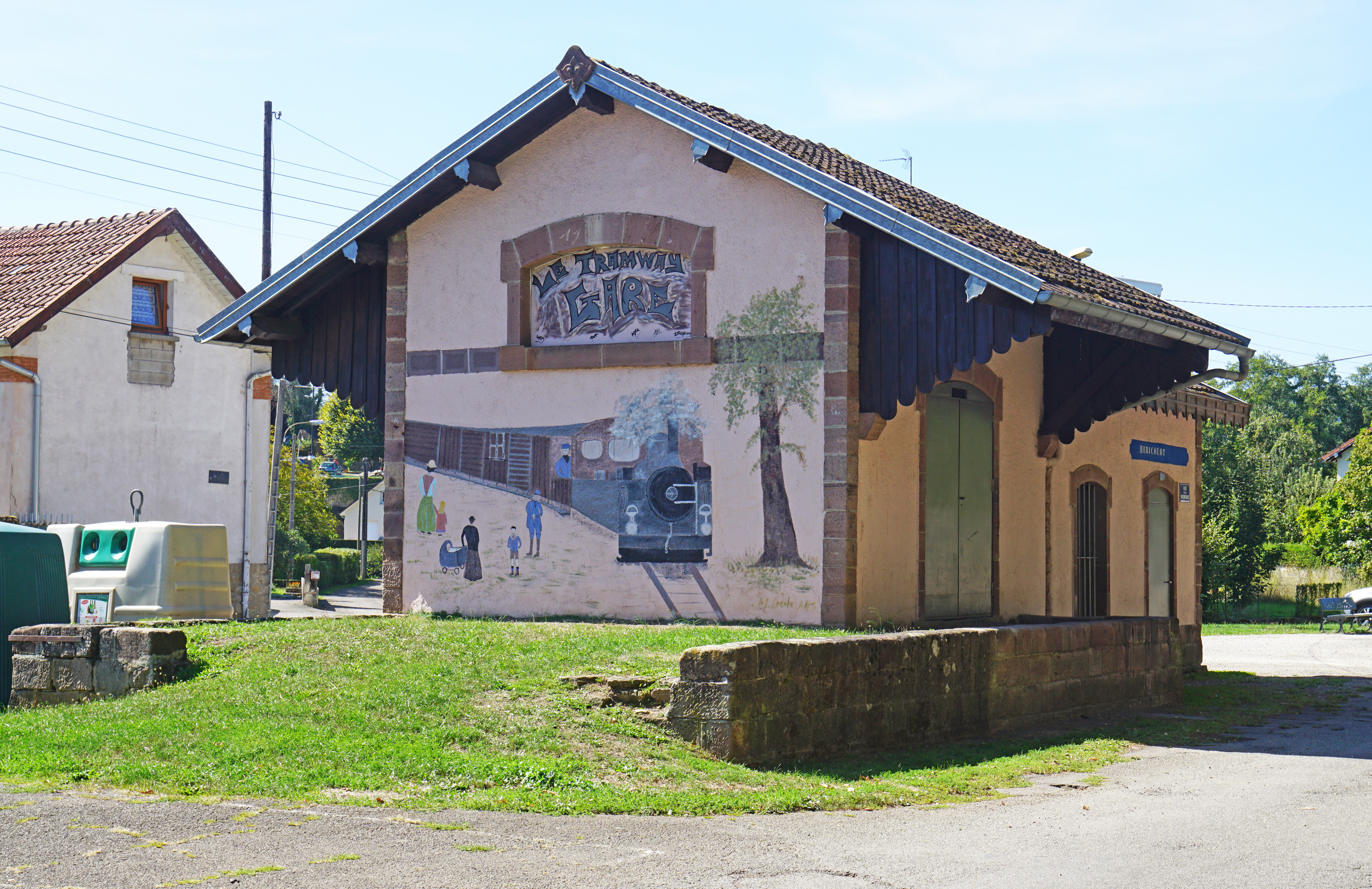
La gare d'Héricourt en 2018.
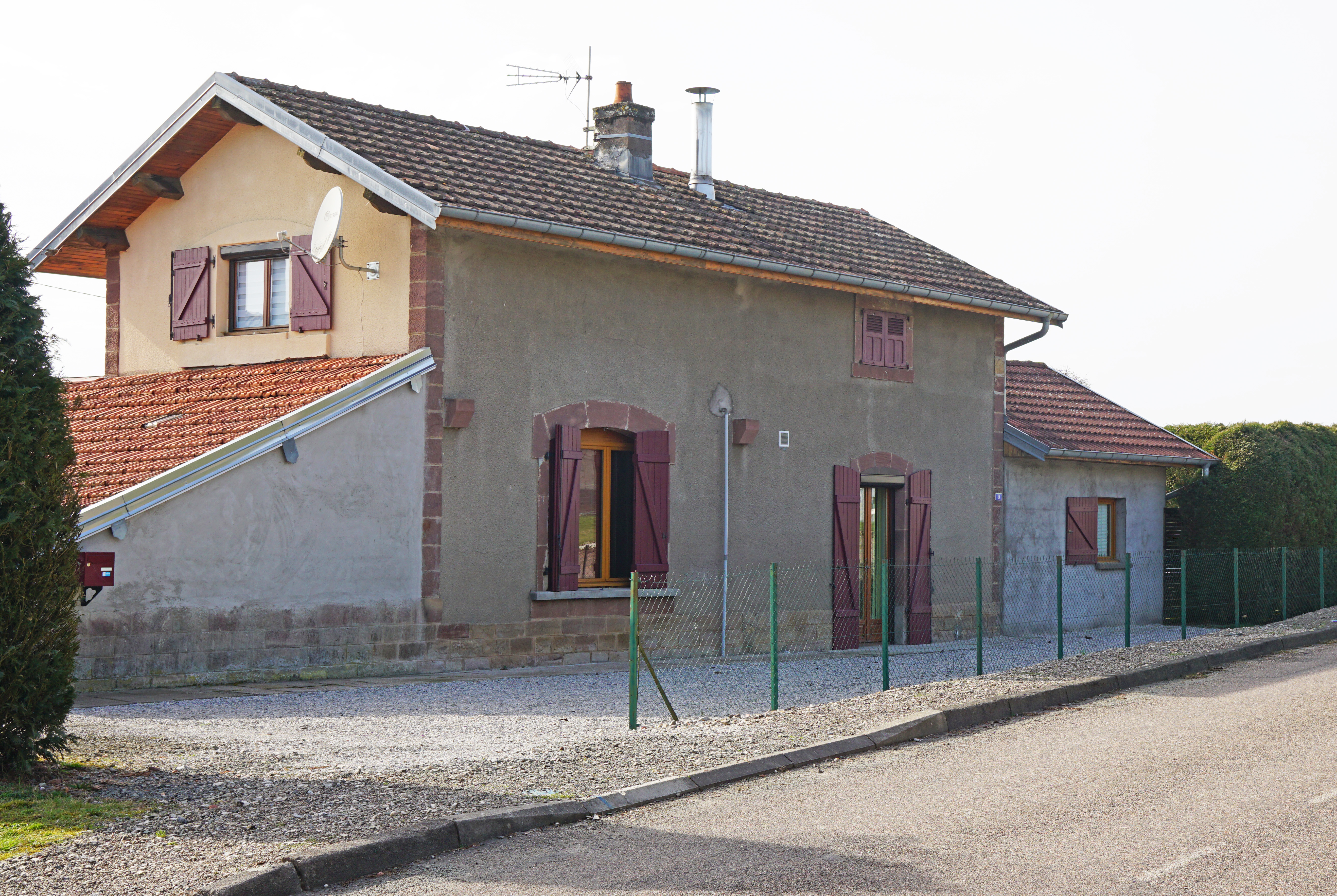
La gare de Lyoffans en 2017.
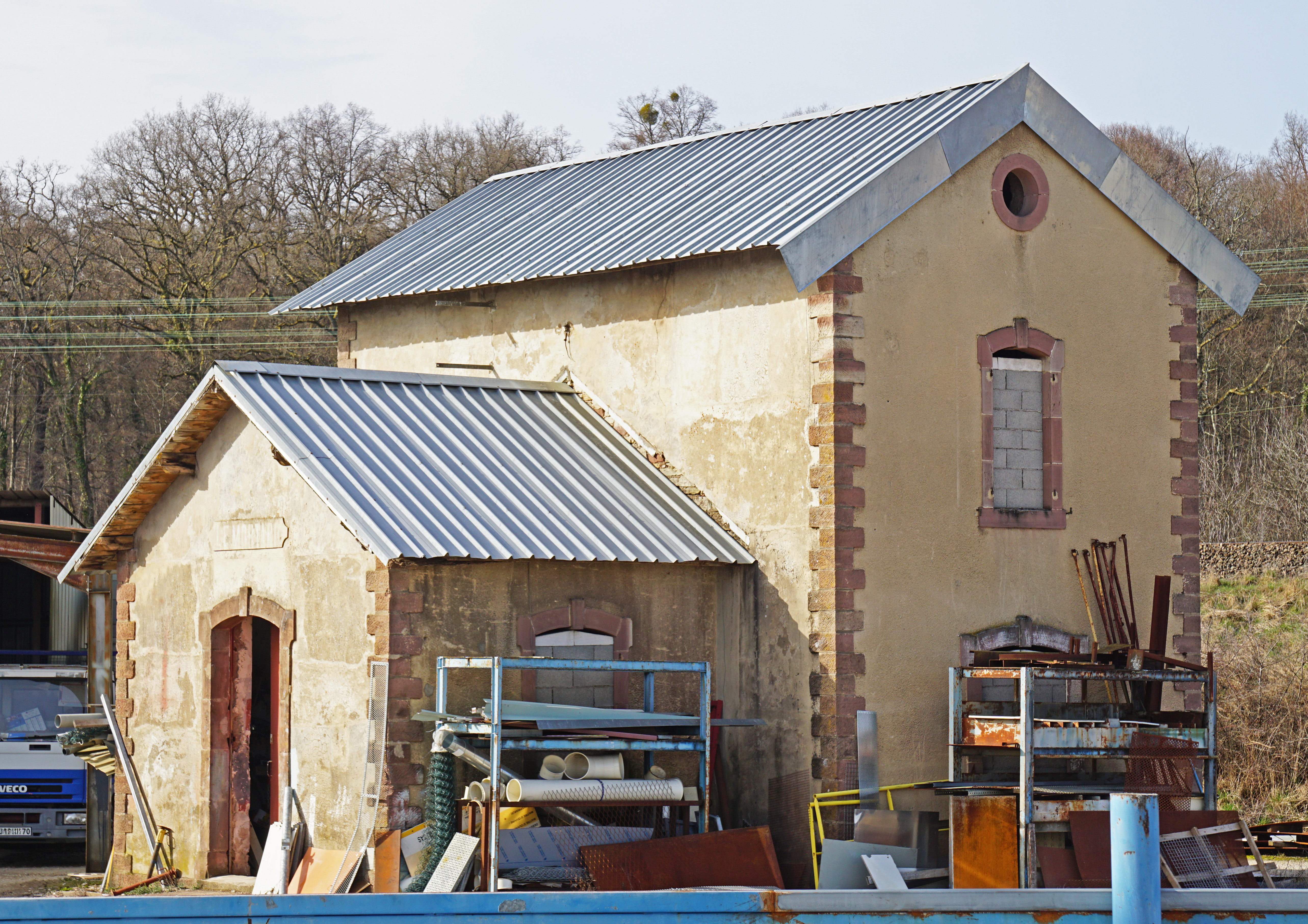
L'ancienne halte du Mortard à Lure, en 2017.
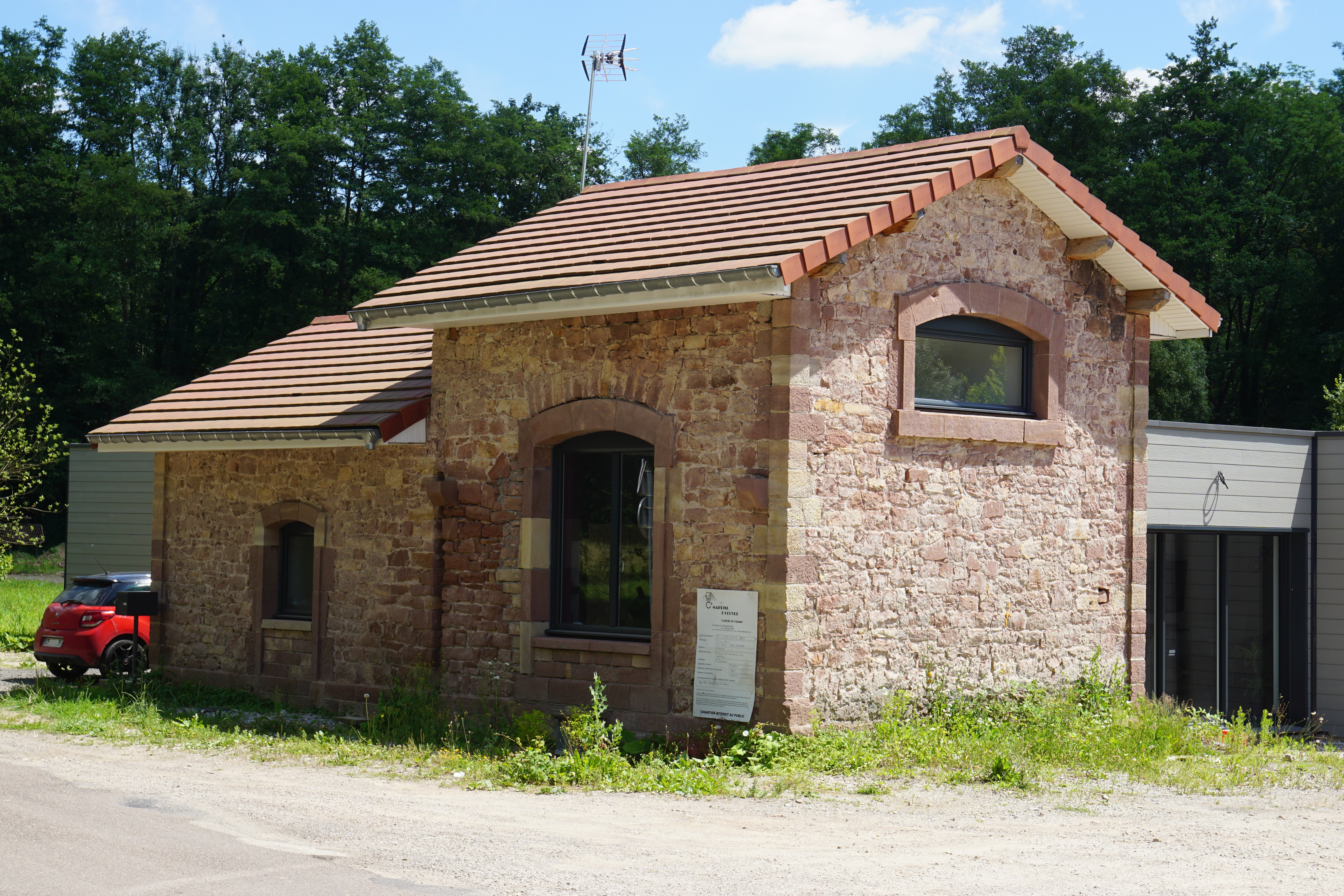
La gare de Mignavillers en 2018.
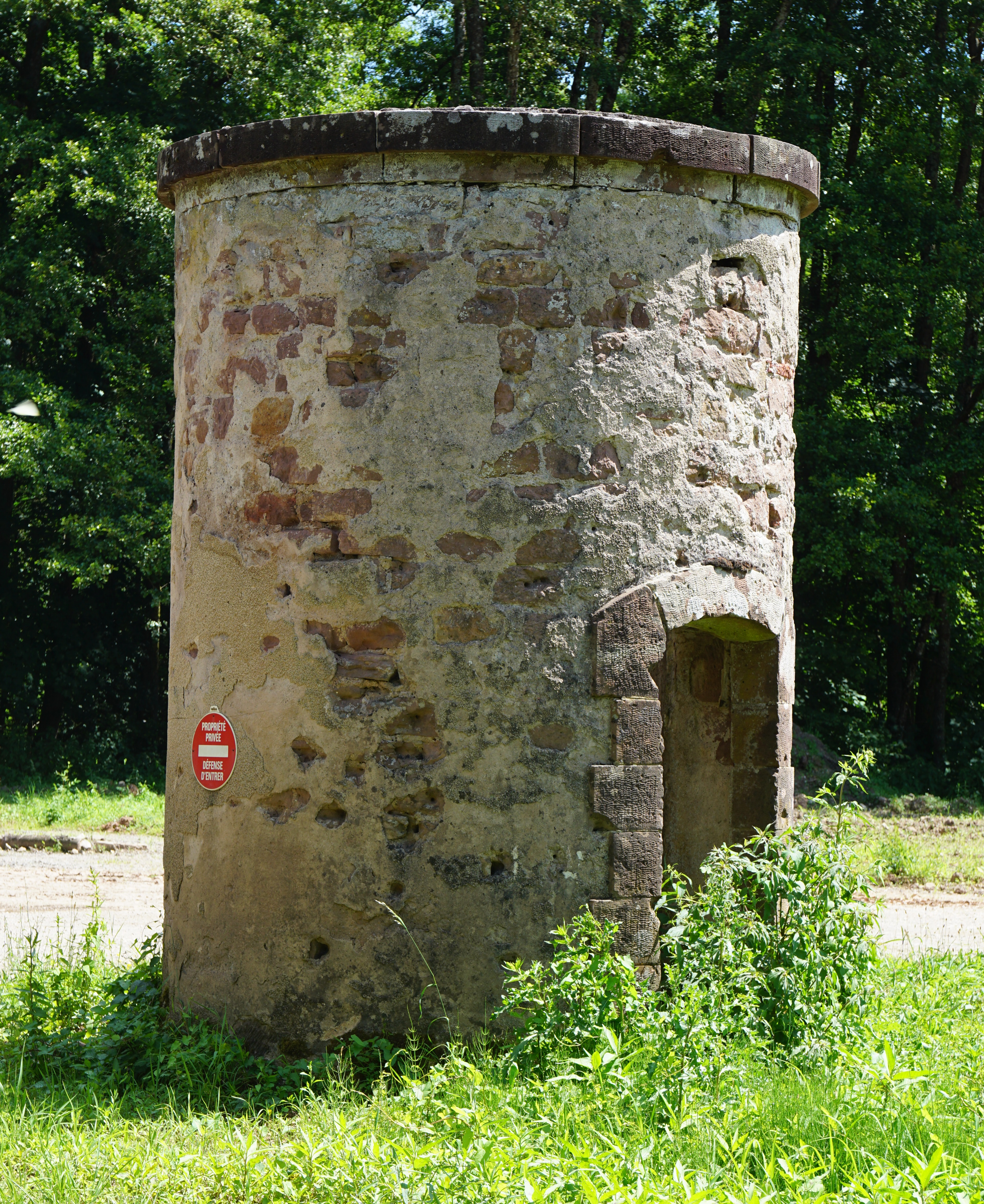
Château d'eau, Mignavillers.
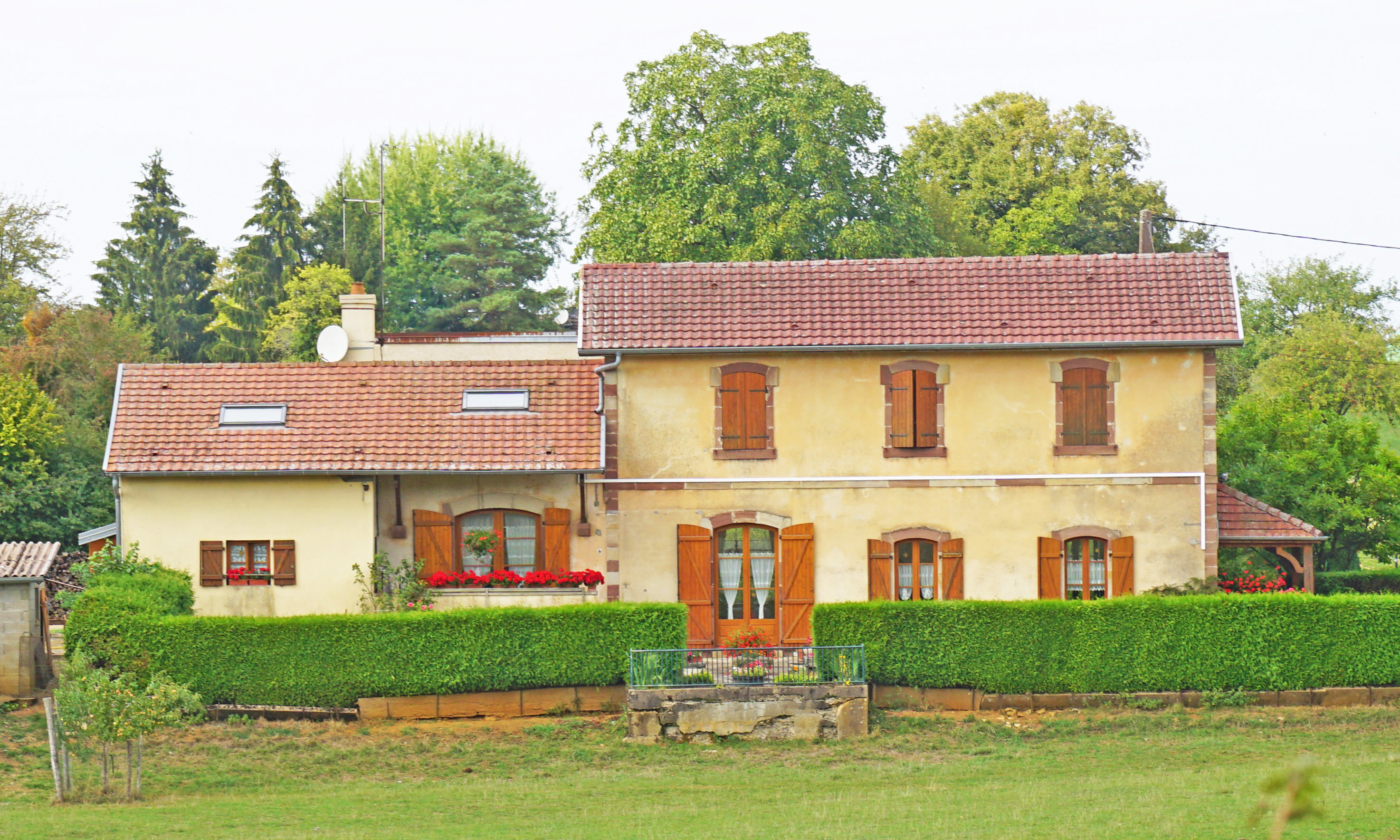
La gare de Noroy-le-Bourg en 2018.
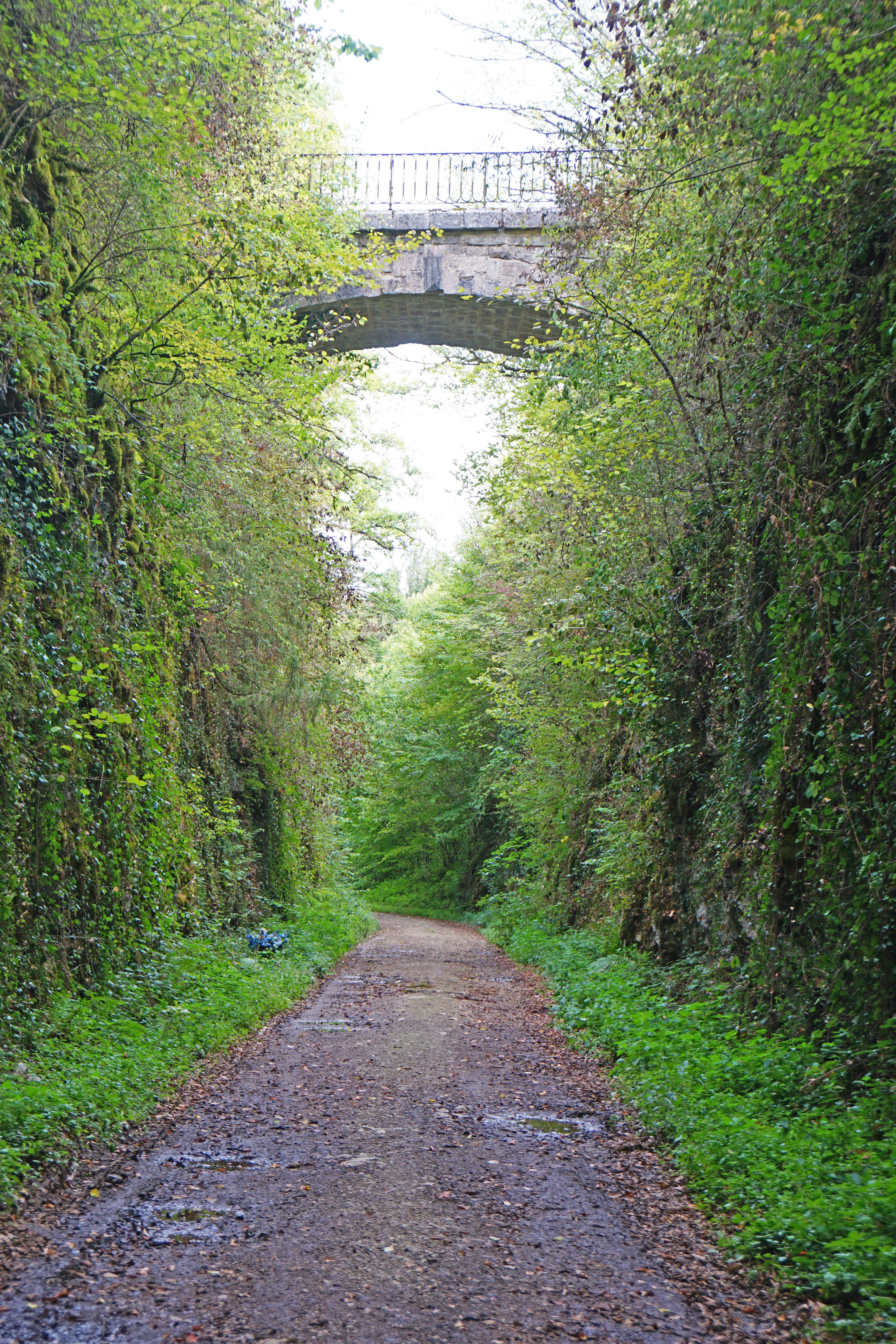
Tranchée et ponds de Noroy-le-Bourg.
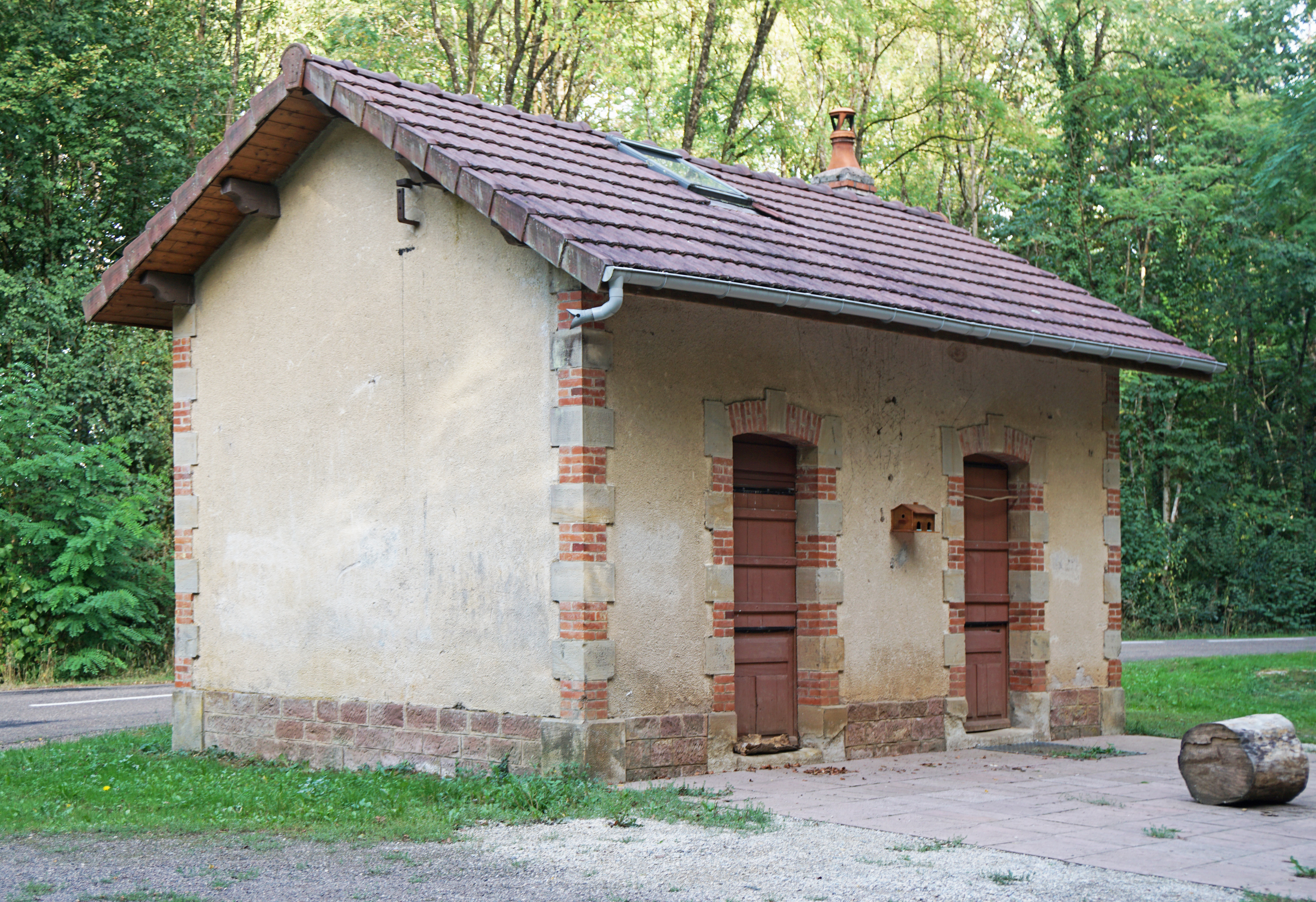
La halte ferroviaire d'Oppenans en 2018.
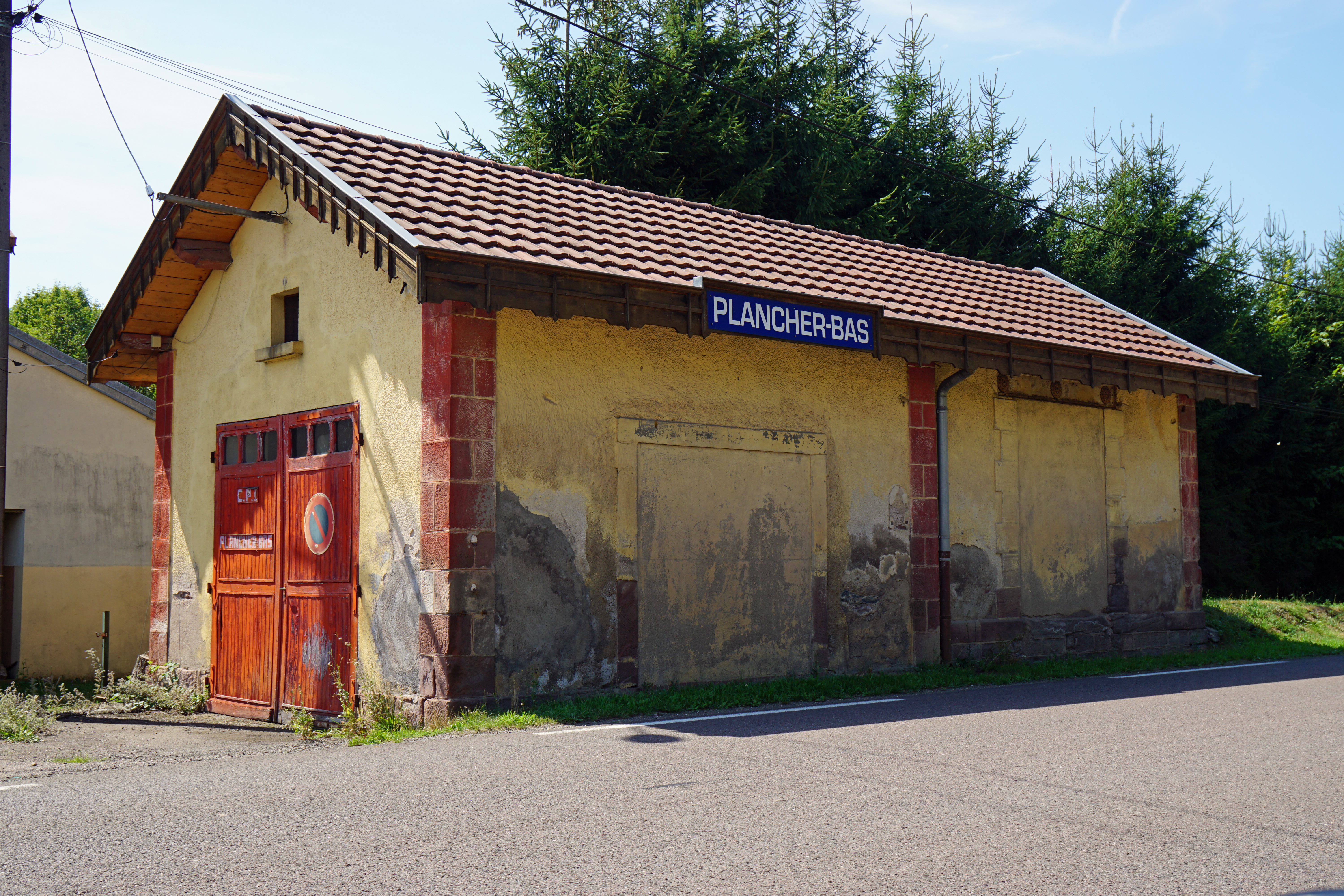
La gare de Plancher-Bas en 2015.
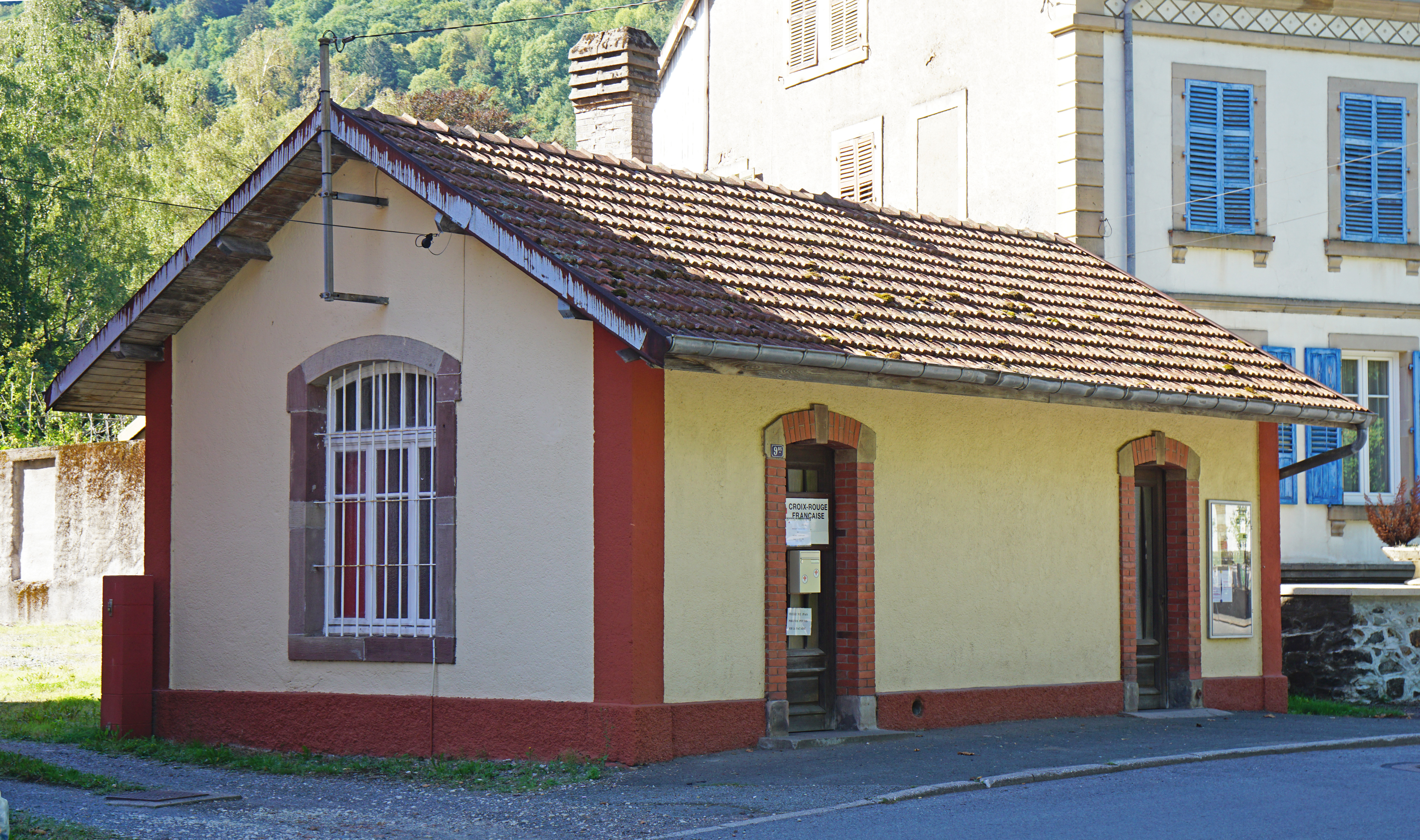
La gare de Plancher-les-Mines en 2018.
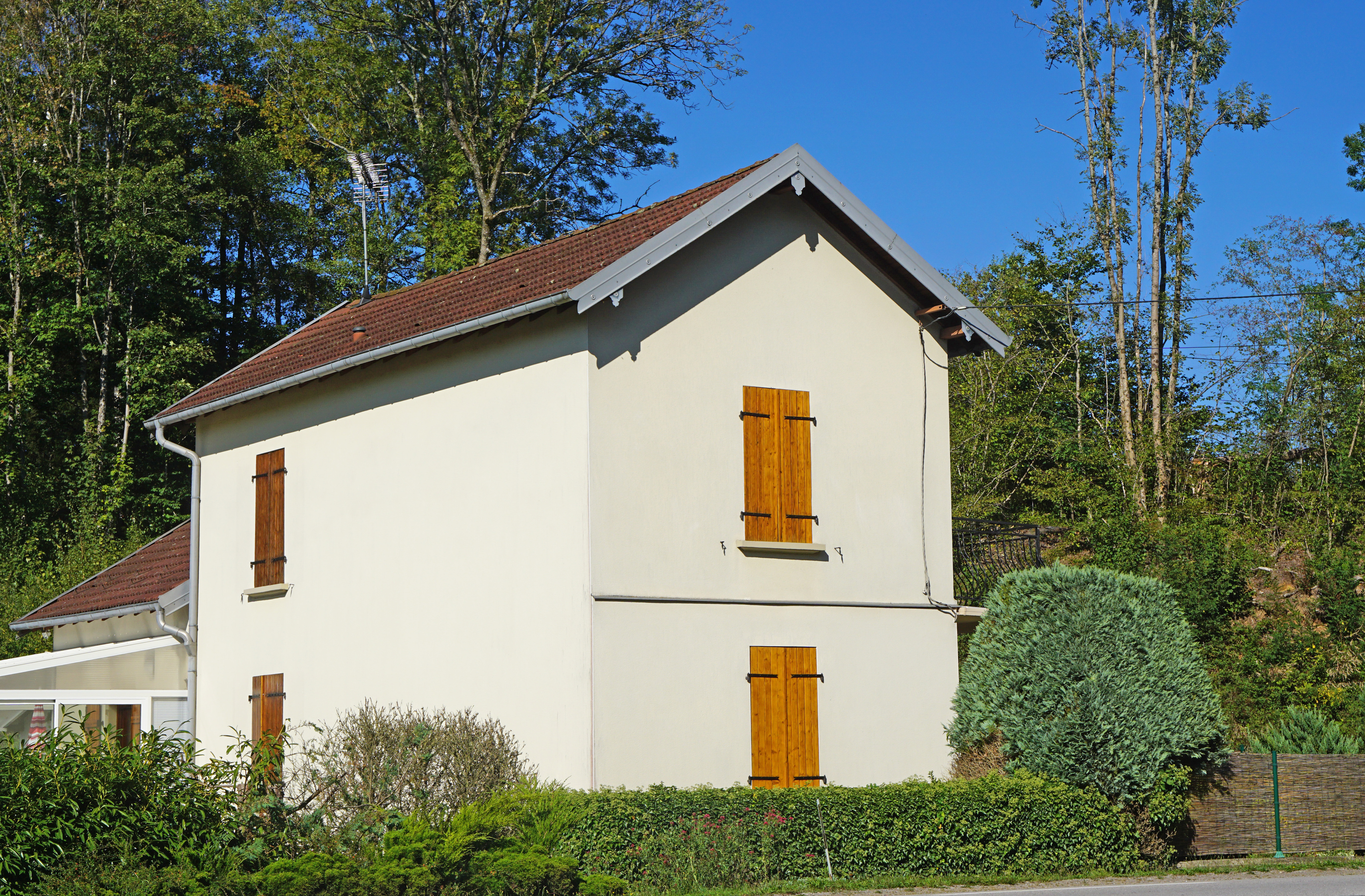
La halte de Ronchamp-Malbouhans.
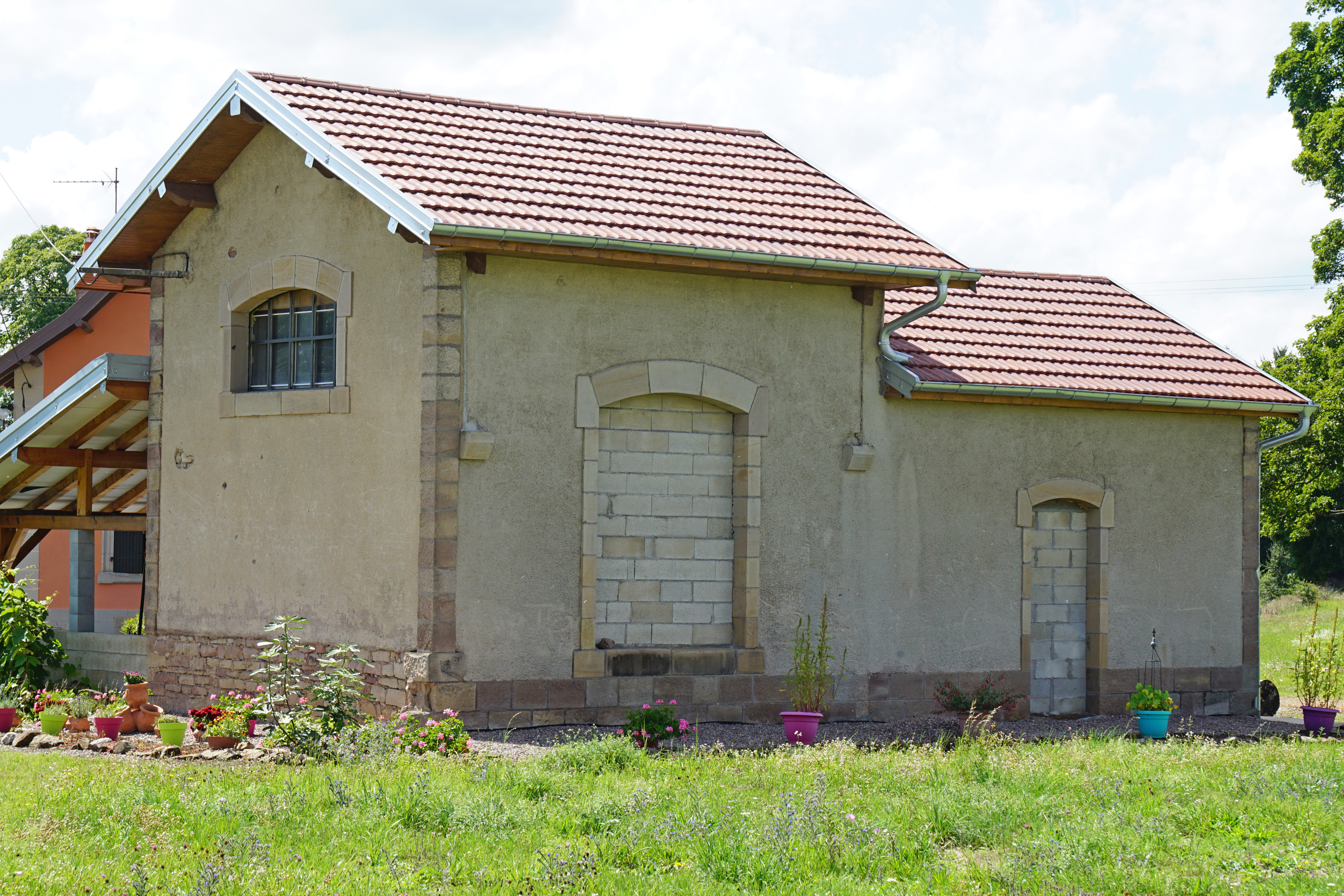
La gare de Roye en 2017.
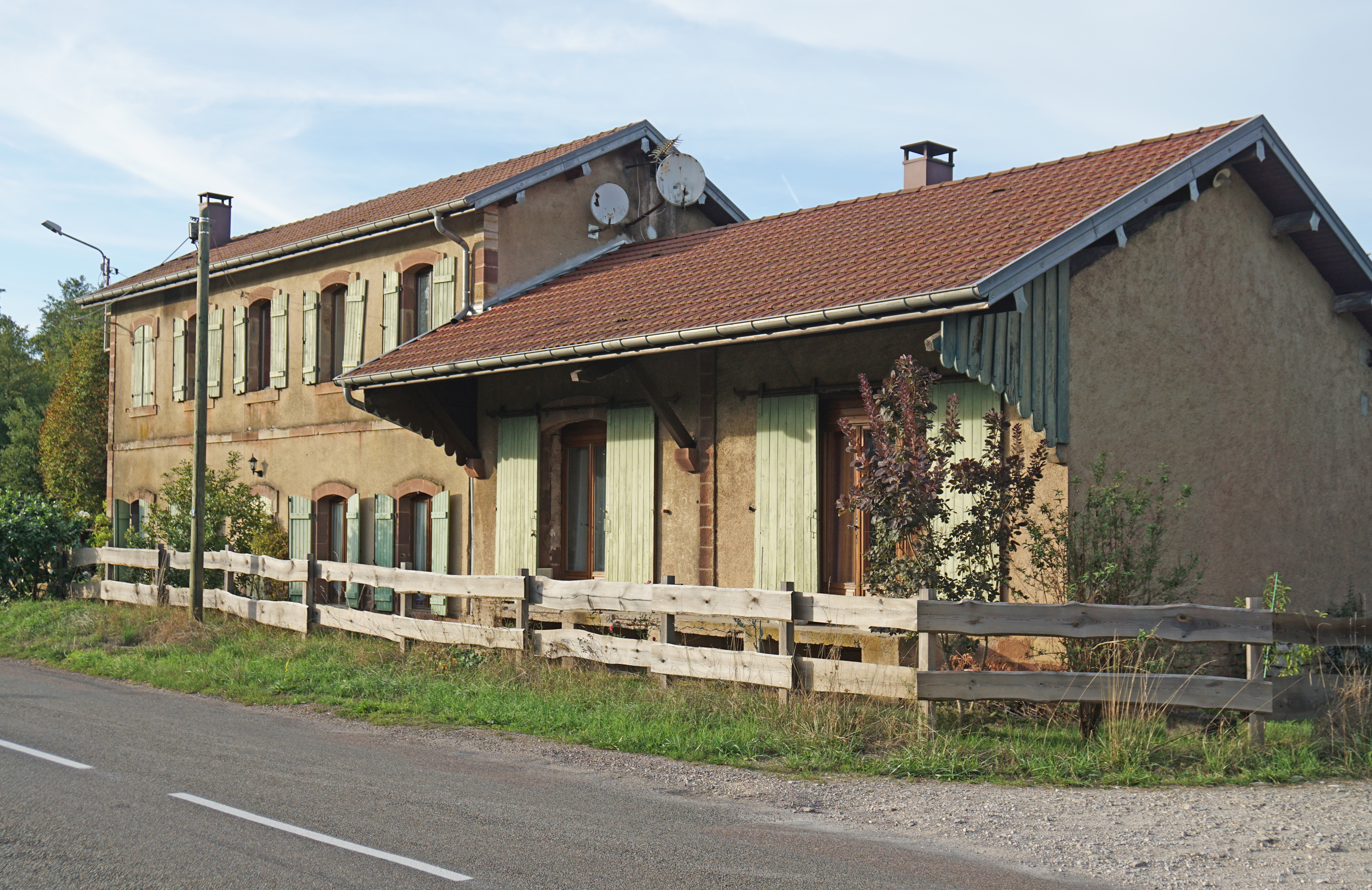
La gare de Saint-Georges en 2018.
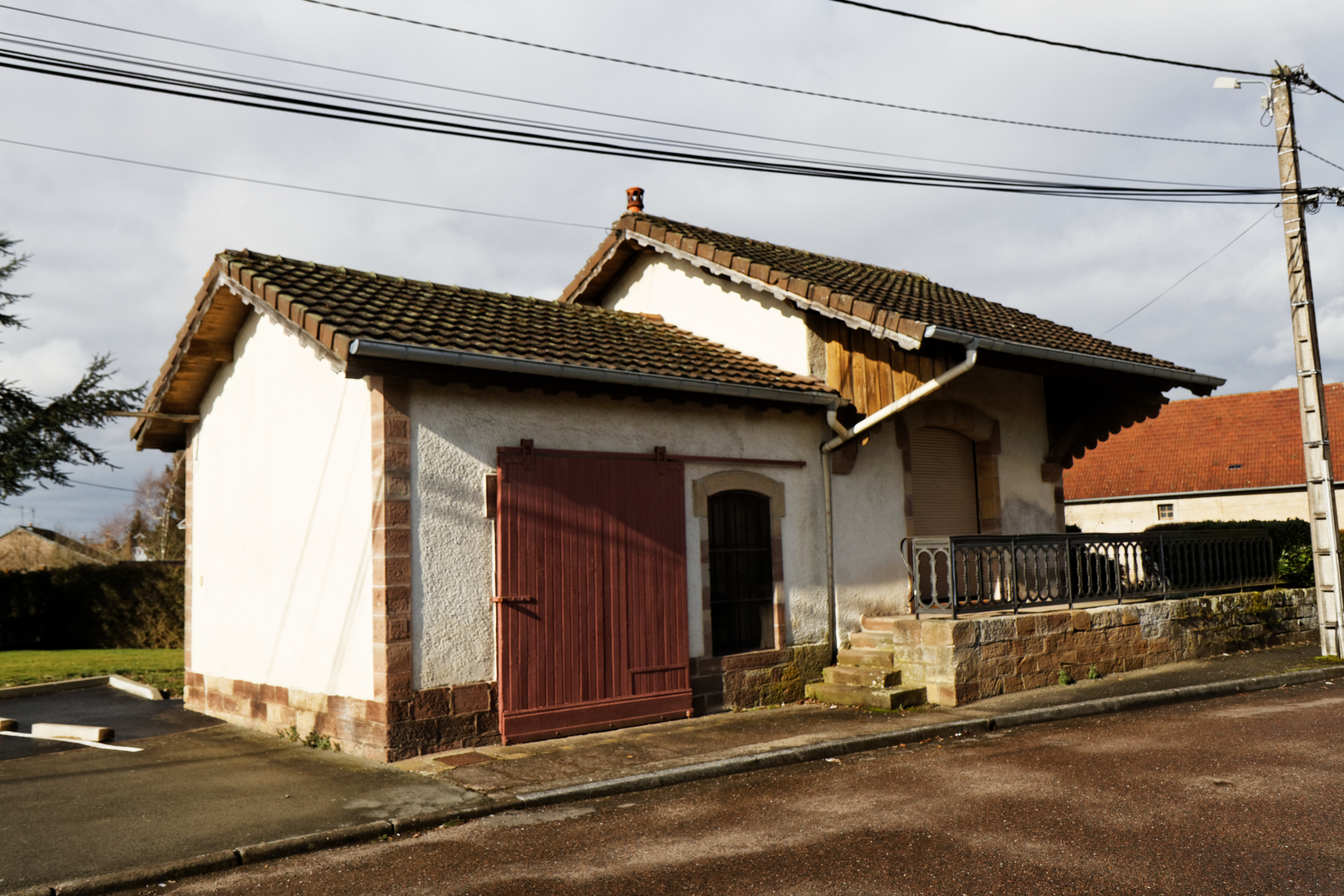
La gare de Saint-Germain, en 2014.
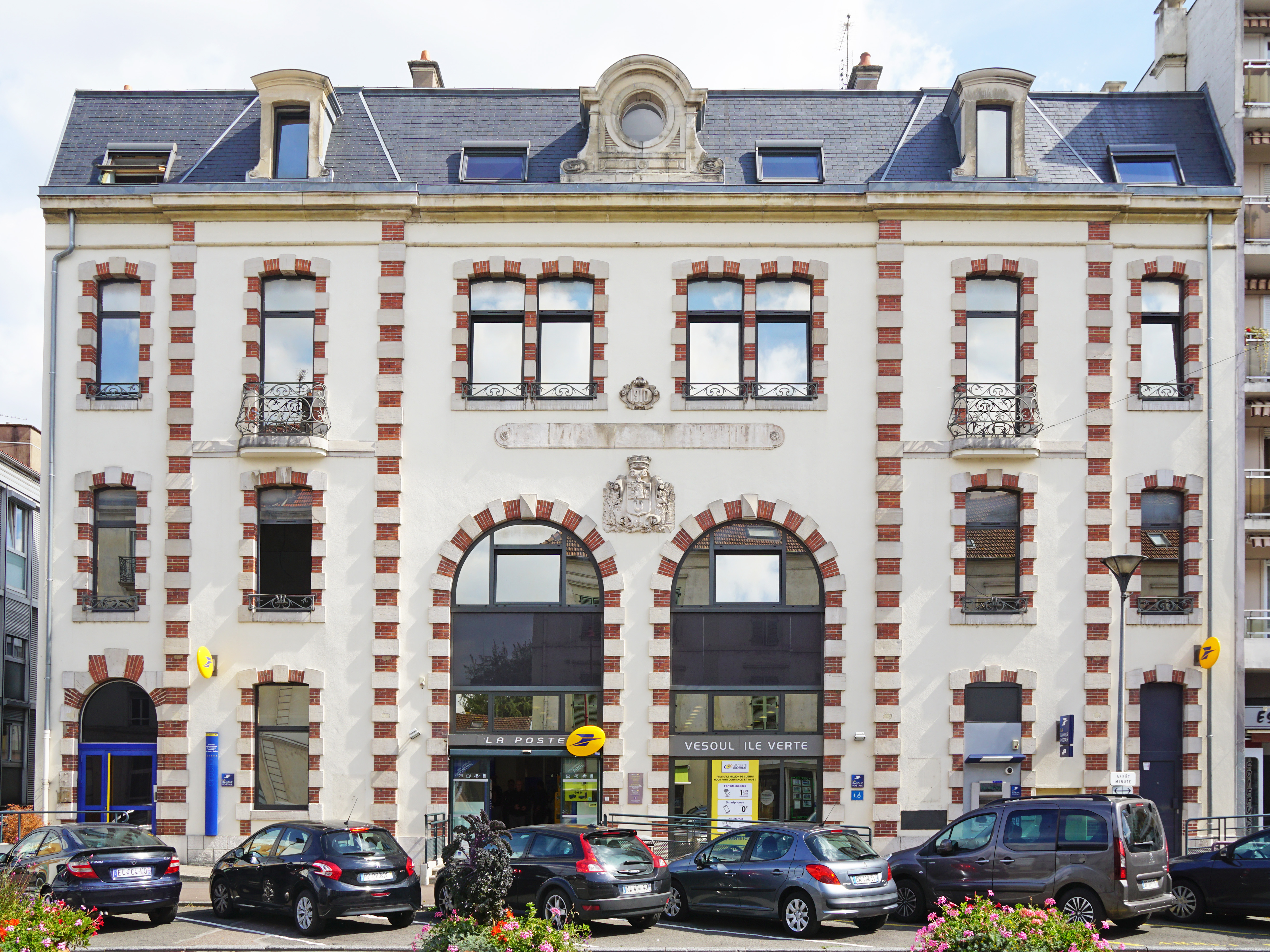
La gare de Vesoul en 2018.
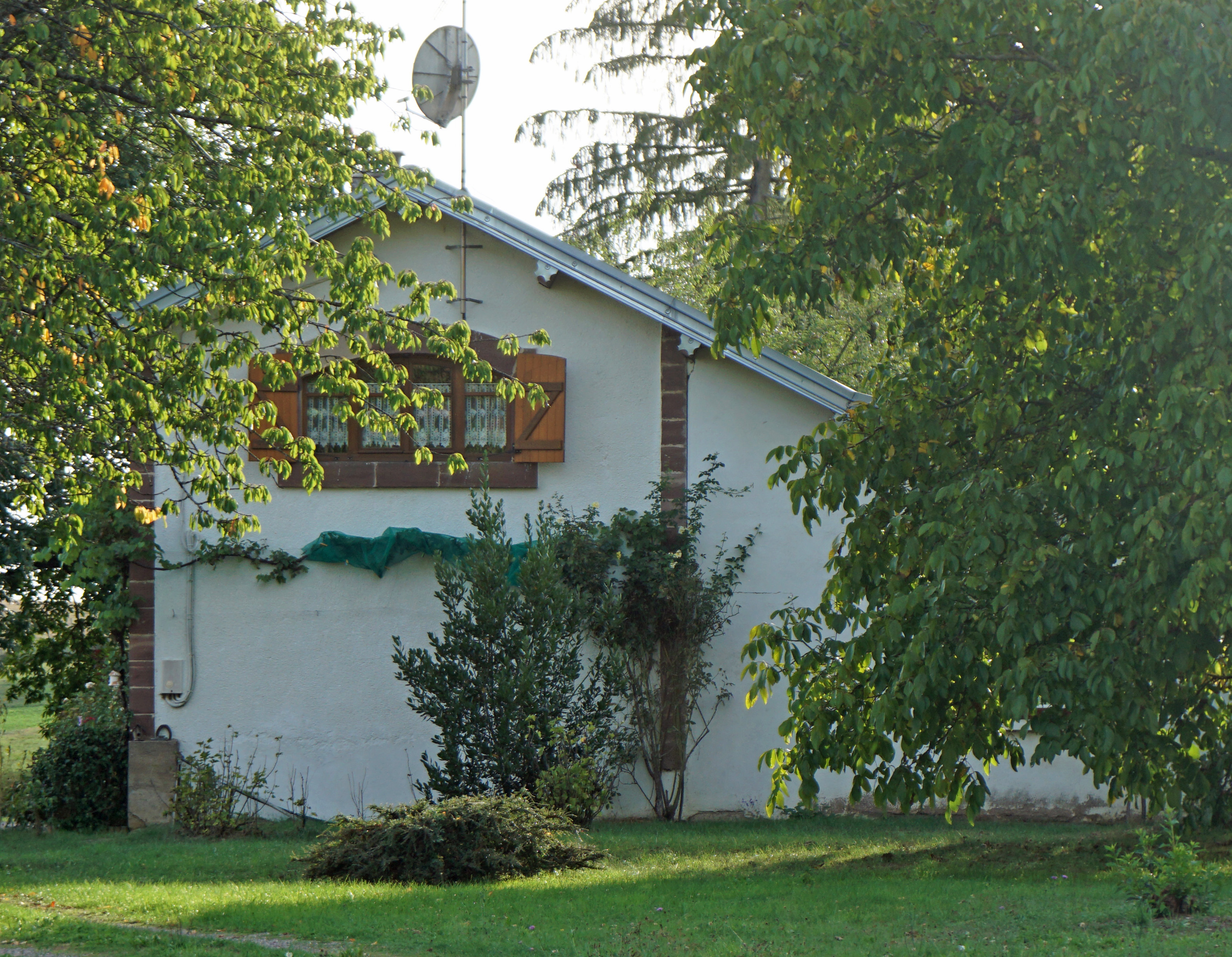
La gare de Villafans en 2018.
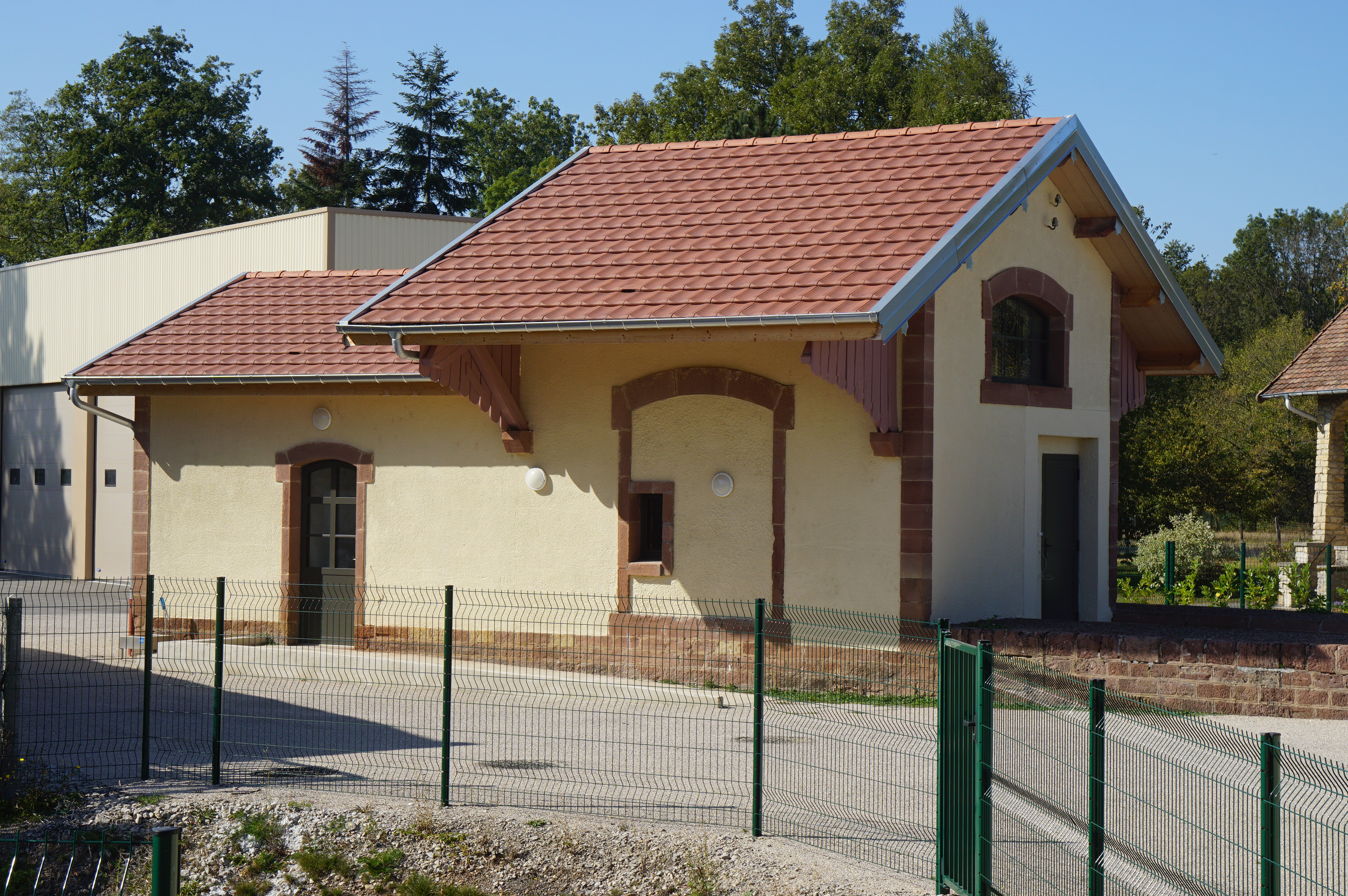
La gare de Villersexel, en 2019.
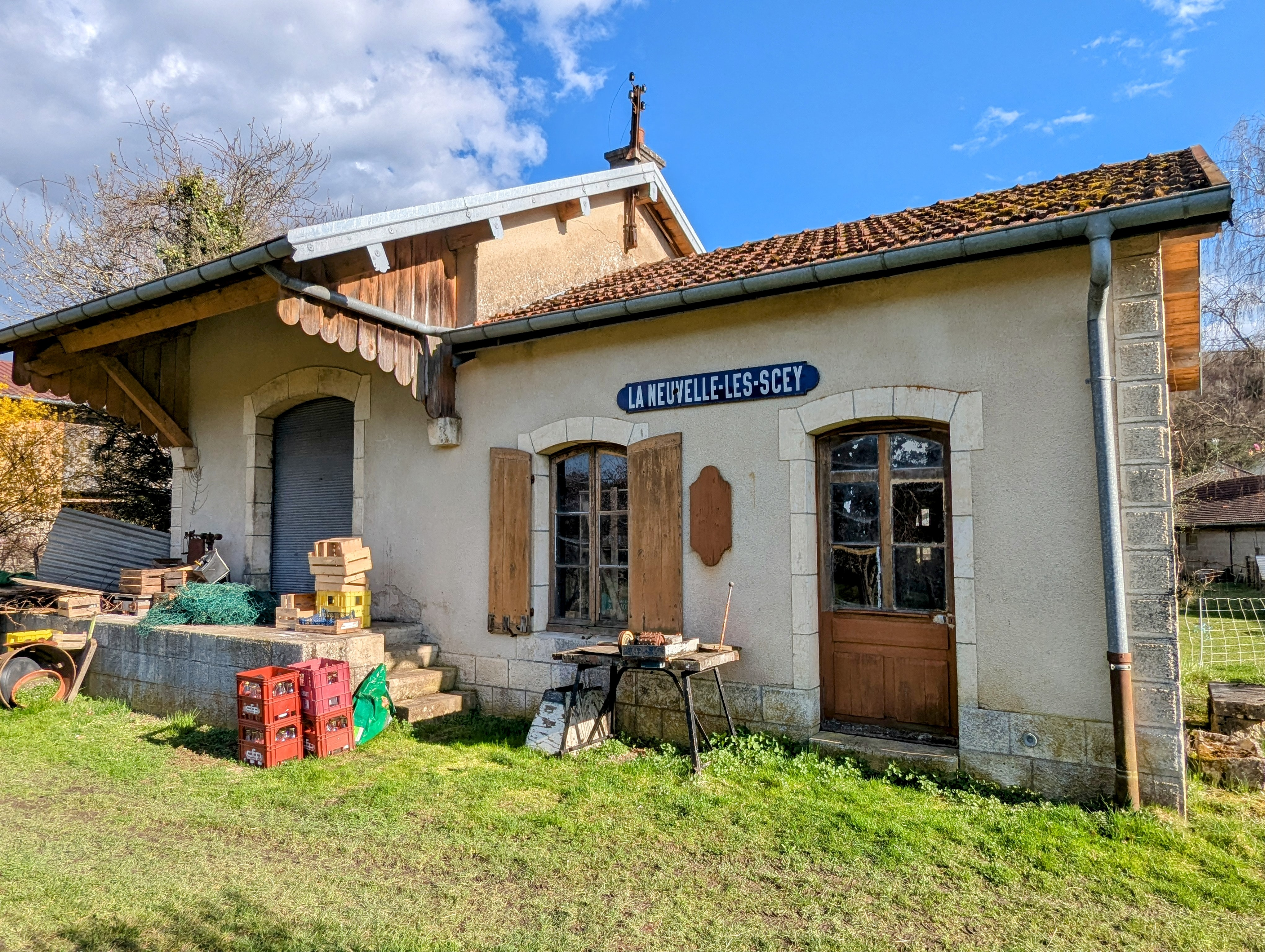
La gare de la Neuvelle-lès-Scey en 2025.
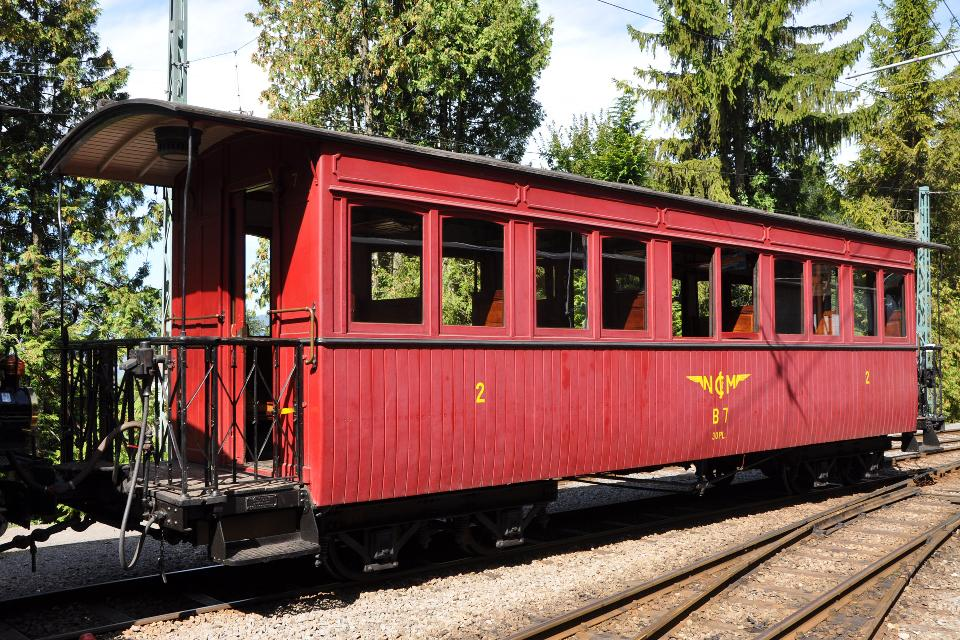
Voiture A7 des CFV préservée au Chemin de fer-musée Blonay-Chamby en Suisse.